# Taoïsme
 (janvier 2020).
Améliorez-le ou discutez des points à vérifier. 

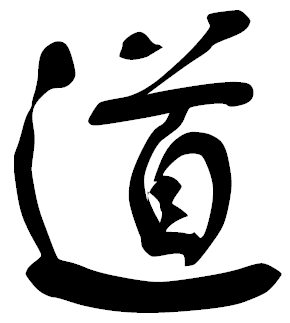
道 dào « la Voie », calligraphie 草書 cǎoshū « herbes folles », un style très libre influencé par le taoïsme.

Le taoïsme (chinois : 道教 ; pinyin : dàojiào ; litt. « enseignement de la voie ») est un des trois piliers de la pensée chinoise avec le confucianisme et le bouddhisme, et se fonde sur l'existence d'un principe à l’origine de toute chose, appelé « tao ».
Plongeant ses racines dans la culture ancienne, ce courant se fonde sur des textes, dont le Dao de jing de Lao Tseu, le Lie Tseu et le Zhuāngzǐ de Tchouang Tseu, et s’exprime par des pratiques qui influencèrent de façon significative tout l’Extrême-Orient, et même l'Occident depuis le XXe siècle. Il apporte entre autres :
- une mystique[1] quiétiste, reprise par le bouddhisme chán (ancêtre du zen japonais) ;
- une éthique libertaire qui inspira notamment la littérature ;
- un sens des équilibres yin yang poursuivi par la médecine chinoise ;
- un naturalisme[1] visible dans la calligraphie et l’art.

Ces influences, et d’autres, permettent de comprendre ce qu’a pu être cet enseignement dans ses époques les plus florissantes.

## Caractéristiques générales
Il est difficile d'offrir un portrait unifié du taoïsme, le terme recouvrant un ensemble de textes, de croyances et de pratiques, qui ont pu se réclamer les uns des autres, répartis sur 2 500 ans d’histoire. Nous allons d'abord exposer comment la catégorie même de taoïsme est apparue pour regrouper cet ensemble de textes, de croyances et de pratiques puis aborder la question de la nature du taoïsme : est-ce plutôt une philosophie ou une religion ?

### L'apparition de la catégorie du «tao»
La catégorie « tao » est née sous la dynastie Han (-206~220), bien après la rédaction des premiers textes, du besoin de classer les fonds des bibliothèques princières et impériales. Dào jiā (道家) ou dào jiào (道教), « école taoïste », distingue, à l’époque, une des écoles philosophiques de la Période des Royaumes combattants (-500~-220). « École » est ici à entendre dans son sens grec, voire pythagoricien, d’une communauté de pensée s’adonnant aussi à une vie philosophique ; n’y voir qu’un courant intellectuel est un anachronisme moderne. Mais cette école ne fut sans doute que virtuelle, car ses auteurs, dans la mesure où ils ont vraiment existé, ne se connaissaient pas forcément, et certains textes sont attribués à différentes écoles selon les catalogues. De plus, les auteurs réunis rétrospectivement sous la même rubrique « taoïsme » peuvent avoir sur leurs orientations fondamentales des vues tout à fait opposées : le Dao de jing contient les principes d'une recherche de l'immortalité alors que le Zhuangzi la critique comme une vanité ; le Dao de jing est en partie fait de conseils à l'usage du Prince alors que le Zhuangzi est très critique à l'égard de l'action politique, etc. Le taoïsme est donc essentiellement pluriel.
Durant la période des Trois Royaumes (220~265), les termes dào jiā (道家) et dào jiào (道教) divergent, le premier désignant la philosophie et le second la religion. Car la catégorie a vite englobé des croyances et pratiques religieuses d’origines diverses, comme l’évoque Isabelle Robinet dans Histoire du taoïsme : des origines au XIVe siècle : « …le taoïsme n’a jamais été une religion unifiée et a constamment été une combinaison d’enseignements fondés sur des révélations originelles diverses […] il ne peut être saisi que dans ses manifestations concrètes »,.

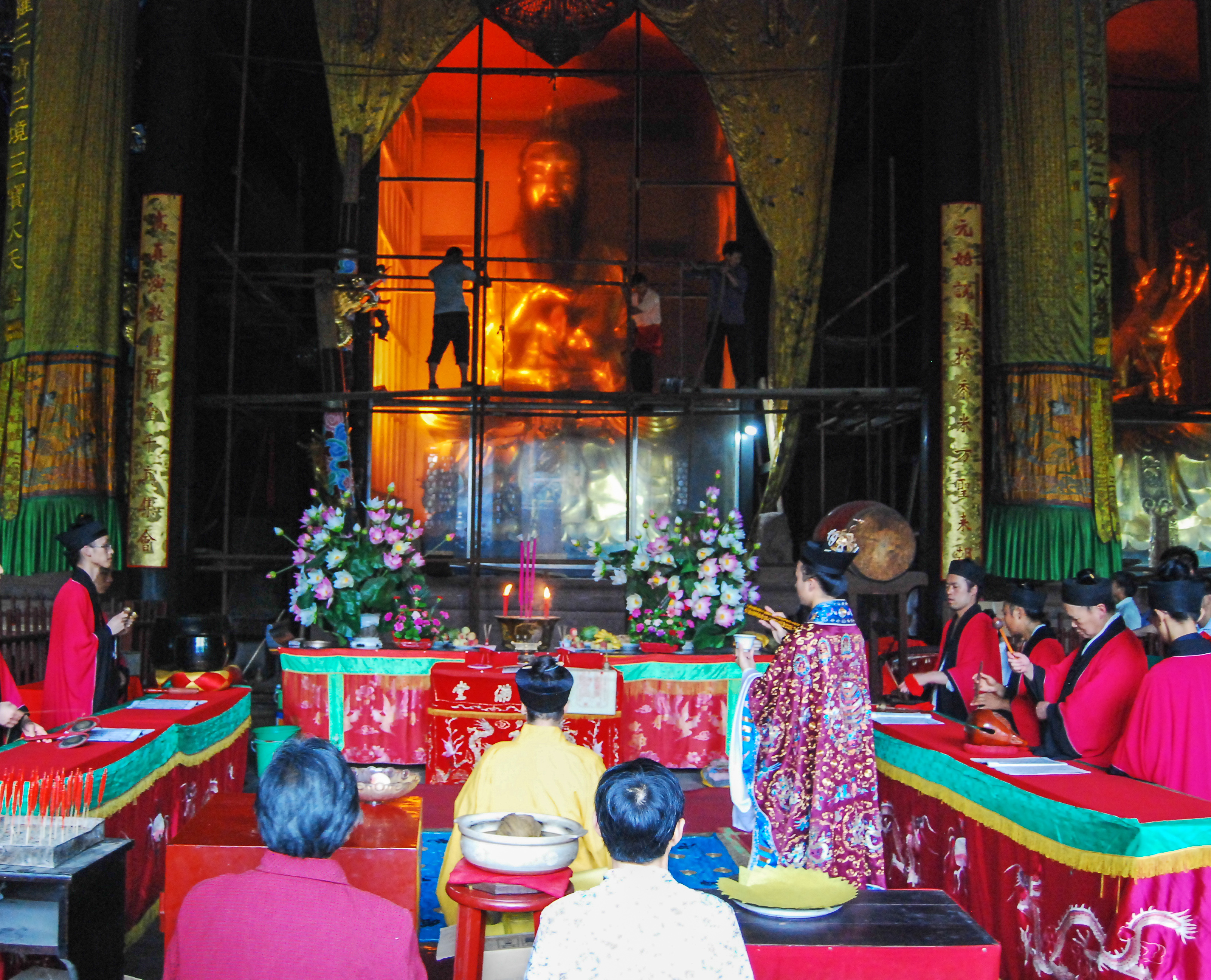
Cérémonie au de Chengdu.

## Histoire
« Ayant aimé la retraite et l’obscurité par-dessus tout, ils effacèrent délibérément la trace de leur vie. »

— Sima Qian
Sima Qian (-145~-86) est le père de l’histoire chinoise. Il chercha à renseigner la biographie de tous les personnages mythiques ou réels des époques précédentes et, parmi des vies d’empereurs, ce commentaire en exergue est à propos des saints de l’école de la Voie (Zhuangzi, Laozi). Il résume la difficulté d’établir une chronologie de cet enseignement, car ceux qui le suivirent s’ingénièrent aussi bien à se cacher, qu’à brouiller les dates et les noms. L’établissement d’une histoire du taoïsme satisfaisant la critique occidentale est une élaboration récente.
En 1934, Marcel Granet écrivait : « pour découvrir […] la pensée chinoise, on dispose de renseignements assez bons, mais ils ne pourraient guère autoriser à composer une Histoire de la Philosophie comparable à celle qu’il a été possible d’écrire pour d’autres pays que la Chine ». À la même époque, Henri Maspero commence à classer et analyser l’immense corpus taoïste postérieur à l’antiquité, donnant lieu à une édition posthume en 1950. En 1963, Max Kaltenmark peut écrire Lao Tseu et le taoïsme, et pose en 1972 les jalons de la philosophie chinoise dans les 128 pages d’un Que sais-je ? (réédité en 1994). En 1997, Anne Cheng porte enfin à la connaissance du public non spécialiste une Histoire de la pensée chinoise de 600 pages, qui va jusqu’en 1919, et répondant aux exigences posées en 1934. Parallèlement, en 1991, Isabelle Robinet publie une Histoire du taoïsme : des origines au XIVe siècle, très citée à l’étranger. Ces deux dernières références ont été privilégiées pour renseigner cette section.

### Tempsmythiques(-1500~-500)
La chronologie traditionnelle chinoise de Sima Qian en dynasties est peu fiable quant aux faits sur les périodes anciennes. Toutefois, elle fournit un état des représentations de son époque, ainsi que des penseurs qui l'ont précédée. Confucius croyait aux empereurs Yao et Shun, le Dao De Jing les évoque, plus vaguement. Cette ligne temporelle permet d'introduire quelques idées de mythologie chinoise qui auront leur importance dans la suite du taoïsme.
Nostalgique des origines, le taoïsme situe généralement l'âge d’or avant l’histoire et les empereurs, supposant une douce communauté paysanne sans ordre politique. Dao De Jing : « Du roi, le peuple de l’antiquité savait seulement qu’il existait » », maintenant, « Le peuple a faim parce que le prince dévore l’impôt. L'archéologie constate que la vallée du fleuve jaune est cultivée. On peut supposer des traces de chamanisme (période Yangshao), ces thèmes se retrouveront beaucoup plus tard (voir l’alchimiste Ge Hong, 283~343).
Le plus vieil ancêtre auquel se réfère parfois le taoïsme est l'Empereur Jaune, premier empereur mythique, Huángdì (-2697~-2598), dont l'existence n’est pas vérifiable. Par contre, des mythes lui attribuent une invention dont on a trace après cette époque, la métallurgie. Si l'on en croit le mode de transmission des croyances et pratiques alchimiques, on peut supposer que les premiers mystères initiatiques sur la fusion des métaux commencèrent ici (mais les échos écrits commencent avec le huanglao).
La dynastie Shang (-1751~-1111) laisse des traces plus certaines d’une unité de culture, sinon politique. Les écritures retrouvées permettent de reconstituer une société clanique, avec une famille royale occupant le sommet de la hiérarchie, et des chefs de lignée qui perpétuent le culte familial. Ils entretiennent des devins interprétant les craquelures de carapaces de tortue jetés au feu (scapulomancie), de cette pratique se dégagent les sinogrammes, et donc, l’écriture.
Les Shang sont renversés par les Zhou (-1000). Cette ethnie installe une organisation de type féodale, même si le terme n’est parfois pas accordé à la Chine. On trouve en tous cas un mouvement de dissolution de la fidélité à la royauté centrale, dont la nostalgie est conservée. La restauration d’un empire idéal est un thème central des écoles postérieures, mais aussi du projet de civilisation, jusqu’au premier empereur Qin Shi Huang.
Vient ensuite la période des Printemps et des Automnes (-722~-481), du nom de la chronique du royaume de Lu qui couvre ces dates. De nombreux seigneurs avec une langue et une culture commune assistent à une progression démographique, économique et culturelle ; mais sans l’unité politique. Ils se fient de moins en moins à la noblesse héréditaire, ouvrant leurs cours à des intellectuels itinérants, dont résultent les sources compilées dans les cinq classiques. L’un d’eux, le Yì Jīng, a une grande influence sur le taoïsme de notre ère. On suppose qu’à cette époque s’élaborent aussi les spéculations du Yin-Yang et des cinq éléments, ainsi que les premières pratiques d’immortalité.
De ces temps de créations anonymes et de datation incertaine on peut donc retenir : chamanisme, Huángdì, sinogrammes, immortels, Yin-Yang, cinq éléments ; thèmes qui persistent et se combinent tout au long du taoïsme.

### Royaumes combattants, bourgeonnement intellectuel et mystiques taoïstes (-500~-220)
La séparation entre cette période et la précédente est tout à fait artificielle, elle en conserve les mêmes caractères sociaux, avec cependant une progression pragmatique dans la concentration politique (sept royaumes) qui entraîne une crise du modèle culturel traditionnel (Confucius). Il s’y développe une classe intellectuelle mercenaire pouvant vivre en dehors des cours seigneuriales, en formant les jeunes nobles pour les emplois publics. C’est le temps des cent écoles. Même si le nombre est trop symbolique pour être exact, la période témoigne d’une vivacité intellectuelle où se forgèrent des concepts pour de nombreux siècles ensuite.
Même si les personnes physiques de Laozi et Zhuangzi sont incertaines, de même que la généalogie de leurs influences et de leur descendance, la possibilité historique de leur œuvre à cette époque est vérifiée par l’état de la langue et de la culture. La section conceptions de cet article se concentre sur ces œuvres. Sociologiquement, ils prouvent une société assez riche pour avoir des sages cachés, des lettrés instruits sans pour autant briguer une place et vivant au cœur du peuple. Les thèmes politiques des autres écoles sont présents, mais on ne lit pas les mêmes intentions de flatter un prince, ou de promettre la recette décisive. La politique semble être une conséquence d’une vérité mystique et cosmologique. Autrement dit, le contexte historique aide à comprendre les mots utilisés, mais ne suffit pas à expliquer les phrases composées, qui elles, sont proprement taoïstes.
C’est également à cette période que se développe dans les cours royales et princières la Voie des magiciens et des immortels née dans les pays de Qi et de Yan. En s’entourant de spécialistes (fangshi) de rituels, magie et alchimie, les souverains espèrent s’assurer le succès et échapper à la mort. La mer Jaune baignant les rivages de ces deux États du Shandong et du Hebei n'abrite-t-elle pas trois îles où poussent des herbes prolongeant la vie ? Le premier empereur Qin et plus tard Wudi des Han y enverront des expéditions infructueuses, mais la mythologie des immortels et les savoir-faire des magiciens garderont leur prestige et seront intégrés dans le taoïsme.

### Empire, compilations, taoïsme ésotérique (-221~200)
En -221, Qin Shi Huang unifie l’Empire. Il institue la bibliothèque impériale, afin de conserver l’édition officielle des classiques chinois, pour les retirer aux écoles et aux anciens royaumes. La sélection s’est accompagnée de persécutions sur les intellectuels, des livres ont été brûlés, surtout confucéens. Durant la dynastie Han, un travail bibliographique de quatre siècles établira les textes qui nous sont parvenus, en ajoutant parfois beaucoup aux originaux, comme cette citation tirée du Zhuangzi, certainement postérieure :

« Lorsque le monde sombra dans le désordre, saints et sages se cachèrent et le Dao fut divisé, chacun sous le Ciel en prit une parcelle pour se faire valoir. Il en est comme de l’ouïe, de la vue et de l’odorat, qui ont chacun leur usage mais ne communiquent pas : les cent écoles, dans le foisonnement de leurs techniques, en comptent toutes d’excellentes, utiles à tel ou tel moment, mais aucune n’embrasse la globalité. »

La période est tentée par un éclectisme qui concilierait toutes les sagesses héritées des Royaumes combattants. Yang Xiong (-53~18), l’ermite de la cour, illustre le génie de cette époque, par ses imitations originales des classiques. Son Fayan « paroles pour guider » le rattacherait au confucianisme puisqu’il reprend la forme du Lúnyǔ « les entretiens de Confucius » ; mais il s’inspire aussi du Yì Jīng pour le Taixuanjing « Livre du Mystère suprême » développant une combinatoire ternaire (Terre, Ciel, Homme) qui a eu peu de postérité.
Le courant Huanglao est aussi très caractéristique. En partie philosophie politique de parenté légiste, en partie religion divinisant le mythique Empereur Jaune Huang di et le sage Lao Zi, les empereurs des Han occidentaux Wendi et Jingdi y cherchèrent une philosophie totale, à la fois cosmique et politique, justifiant l'existence de l'empire et réglant leur action. Cette construction confuse, concurrencée dès Wudi par le confucianisme, contribua à la constitution du terreau taoïste.

### Taocratiedes Maîtres célestes (200~400)

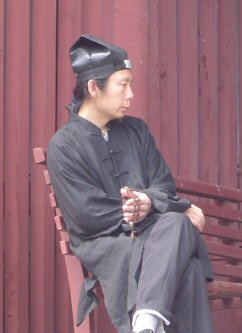
Moine taoïste

En 184, les frères Zhang mènent la révolte des Turbans Jaunes au nom de la « Voie de la Grande paix » (Taiping dao 太平道). La dynastie Han (184) a vacillé, annonçant une période de troubles, contemporaine des grandes migrations barbares. Dans une autre partie de la Chine, l’établissement parallèle d’une église des cinq boisseaux manifeste de même une expression collective et organisée du taoïsme. Les généalogies et les influences sont complexes et disputées, ces traditions se poursuivent encore aujourd’hui. On osera cependant désigner ces phénomènes religieux populaires sous un même terme : les Maîtres célestes.
La mobilisation des foules s’effectue autour d'un millénarisme annonçant le retour prochain d’un âge d'or de morale et de religion. L’empire s’effritant, le mythe actif d’un royaume à venir, nourri par les diverses traditions locales (huanglao, fangxian, religions non Han, etc.) et bientôt le bouddhisme, stimule de nouveau la réflexion des élites.
Les IIIe et IVe siècles permirent un renouveau intellectuel dans les classes aristocratiques, par la pratique de la « causerie pure » qingtan sur le Xuanxue « étude du mystère » (autrement appelé néo-taoïsme). Il s’en dégage plus d’auteurs originaux que sous l’Empire : Wang Bi (226~249), Guo Xiang (252?~312), Xi Kang (223~263).
Poursuivant des pratiques de la cour Han, l'alchimie est développée par les recherches individuelles d’un Ge Xuan (164?~244?) ou d'un Ge Hong (280~340), et la naissance avec Ge Chaofu (fin du IVe siècle) d’une « école du joyau magique » Lingbao pai. Ce courant absorbe des influences maîtres célestes et prend de l’importance en devenant ritualiste.
Depuis les Trois Royaumes, le pays est divisé, notamment entre le Nord et le Sud. Dans le Nord, Kou Qianzhi (365-448) tente de structurer les maîtres célestes — devenus une nébuleuse de groupes indépendants aux activités parfois suspectes — en un mouvement cohérent et hiérarchisé intégrant la morale confucéenne et le monachisme bouddhiste. Au début du IVe siècle, les invasions déplacent la cour des Jin et une partie des maîtres célestes vers la vallée du Yangzi Jiang où Lu Xiujing (406~477) sera leur réformateur. Ce déplacement du centre culturel a un effet durable dont témoigne le développement du Shangqing.
Cette période est un âge de grande fécondité pour le taoïsme durant laquelle on peut observer ses expressions dans toute leur variété ; dans cet article, elle sert de repère pour la description des pratiques.

### Lestrois enseignements(400~1800)
L’assimilation du bouddhisme est un phénomène majeur dans l’histoire des idées chinoises. Sa présence commence au Ier siècle mais les idées indiennes sont faussement assimilées à une forme de taoïsme jusqu’au Ve siècle. Bodhidharma, le fondateur symbolique du bouddhisme Chan est un repère acceptable de la transition, mais son génie oral supposé laisse moins de traces dans les textes que par exemple Kumârajîva (344~413?), un missionnaire koutchéen ayant su traduire le message original sanskrit en chinois, ou bien Xuanzang (602-664), un Chinois qui fit le chemin inverse en rapportant d’Inde les sûtra d’une religion déclinante dans sa terre d’origine. L'ère des « trois enseignements » (sanjiao 三教) confucianisme, bouddhisme et taoïsme débute ; ils s'influencent mutuellement et il devient encore plus difficile de dégager une innovation qui serait spécifiquement taoïste.
Le syncrétisme permet aux trois enseignements de cohabiter, d’échanger, et aussi d’éviter la plupart du temps les guerres de religion, transformées en luttes d’influence auprès de l’empereur. Le pouvoir attend soutien des trois et officialise à tour de rôle l’un ou l'autre en tentant de façonner selon ses besoins, provoquant une alliance objective des deux autres. Ainsi l’empereur Wu des Liang (502-549) prend pour modèle le grand souverain bouddhiste Ashoka (-273~-232). Après la réunification, un patriarche taoïste du Shangqing « Pureté suprême », assure à Gaozu (566~635) qu’il a reçu le mandat céleste en tant que descendant de Laozi car ils ont le même nom de famille, Li (李). Gaozu fonde la dynastie Tang (618), ajoute le Dao De Jing au programme des examens, fait compiler un canon taoïste officiel et ouvre des écoles dans tout l’empire pour l’enseigner. En 845, selon une inspiration confucéenne, l’empereur Tang Wuzong s’illustre par une persécution contre toutes les religions contemplatives et prônant le célibat, menaces pour l'économie, qui vise le taoïsme et le bouddhisme — et affecte même une présence marginale du christianisme nestorien et du manichéisme.
Par la suite, les courants se regroupent et deux Écoles dominent le paysage à partir des dynasties Jin et Yuan (XIIe et XIIIe siècles) : la Puissante alliance de l’Unité orthodoxe, Zhengyi Mengwei, et l’École de la Complétude de l’Authentique, Quanzhen. La première est une fédération d’écoles centrées sur les rituels et talismans présidée par les Maîtres Célestes, la seconde résulte de la fusion de deux courants alchimiques — ou ascétiques, car l'alchimie « interne » est en passe de remplacer l'alchimie « externe ». Nées à la fin des Song, il s'agit: de l’école du Nord fondée dans le Shaanxi par l’excentrique Wang Chongyang sur les bases de la tradition alchimique interne dite « Zhonglü » (du nom des deux patriarches immortels Zhongli Quan et Lü Dongbin), du bouddhisme Chan et de la bienveillance confucéenne; et de l’école du Sud de Zhang Boduan fondée dans le Sichuan et très active au sud du Yangzi Jiang. Il existe donc aujourd’hui deux courants, Zhengyi plutôt ritualiste et séculier, Quanzhen plutôt ascétique, centré autour de communautés de type bouddhique.

### Chine moderne (1800~1949)

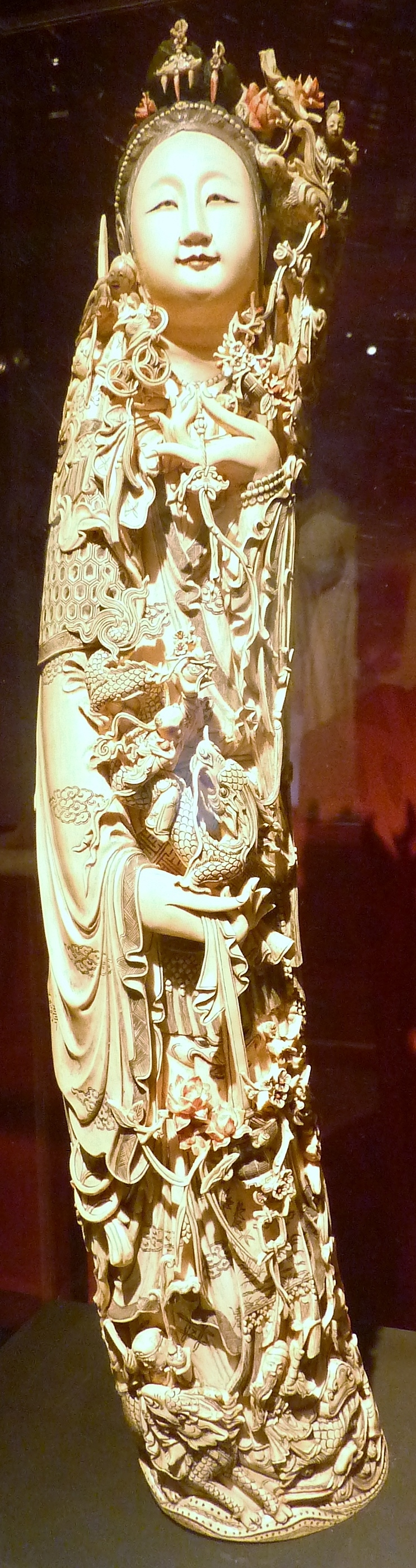
Konuan Yin, déesse taoïste (ivoire, Chine, XIXe siècle, Musée de la Compagnie des Indes).

Les ennuis du taoïsme avec les autorités commencèrent bien avant l’avènement de la république populaire de Chine. À partir de la seconde moitié des Ming, son image s’est graduellement dégradée auprès des intellectuels et hauts fonctionnaires du fait de son lien avec la religion populaire. Que les écoles taoïstes aient été de tout temps des structures idéales pour le développement des mouvements d’opposition ne joua pas non plus en sa faveur. Liang Qichao (1873-1929), avocat du renouveau social de la Chine, écrivit même qu’il était « humiliant » d’avoir à inclure le taoïsme dans l’histoire religieuse chinoise, « car le pays n’en a jamais tiré aucun avantage ».
Le Mouvement du 4 mai (1919) déclencha une accentuation de la répression. En 1920, une loi, peu appliquée il est vrai, interdit les temples dédiés aux divinités des éléments et des phénomènes naturels, ainsi que l’usage des talismans et autres protections magiques. Seuls les temples consacrés à des personnages illustres et exemplaires furent autorisés.

### Révolution et persécutions (1949~1976)
Les moines du mont Wudang recueillirent la troisième armée rouge, et beaucoup de taoïstes firent preuve de patriotisme pendant l’invasion japonaise, mais ils ne furent pas épargnés pour autant par les communistes de Mao. Le monastère principal de l’école Zhengyi sur le mont Longhu au Jiangxi fut incendié en 1948, et son patriarche se réfugia à Taïwan en 1950. La politique générale vis-à-vis des religions s’appliqua à partir de 1949 au taoïsme et à la religion populaire : pas de suppression totale, mais interdiction des nouvelles ordinations, répression de toutes les activités qualifiées de superstitieuses (talismans, divinations..) et anti-marxistes (écoles hiérarchisées, temples et fêtes de clan…) et confiscation de locaux. Certaines sectes furent déclarées illégales et passèrent dans la clandestinité. Parfois obligées de recourir à des voies illégales pour recueillir des fonds, certains de leurs membres se virent associés à des scandales, ce qui n’arrangea rien. En 1956, de précieuses statues de bronze du mont Wudang furent fondues.
Dans le cadre du Mouvement pour les trois autonomies destiné à mettre fin à la dépendance financière, idéologique et administrative des religions de Chine vis-à-vis d’institutions étrangères, fut fondée en 1957 l’Association taoïste chinoise. Le gouvernement espérait aussi à travers elle mieux contrôler l’ensemble très divisé des écoles. Il s’engagea en contrepartie à restaurer et entretenir les temples les plus célèbres. En 1961, les recherches, les publications et la formation de personnel reprirent sous l’impulsion du président, Chen Yingning, mais la Révolution culturelle interrompit vite toute activité pour le taoïsme comme pour les autres religions. En 1966, l’association fut dissoute, les temples fermés ou réquisitionnés, les moines et nonnes renvoyés. On déplora de nombreuses destructions, dont 10 000 rouleaux de textes sacrés au monastère Louguantai au Shaanxi, près de la passe par laquelle Lao Zi partit, dit la légende, vers l’Ouest.

### Après Mao (depuis 1976)

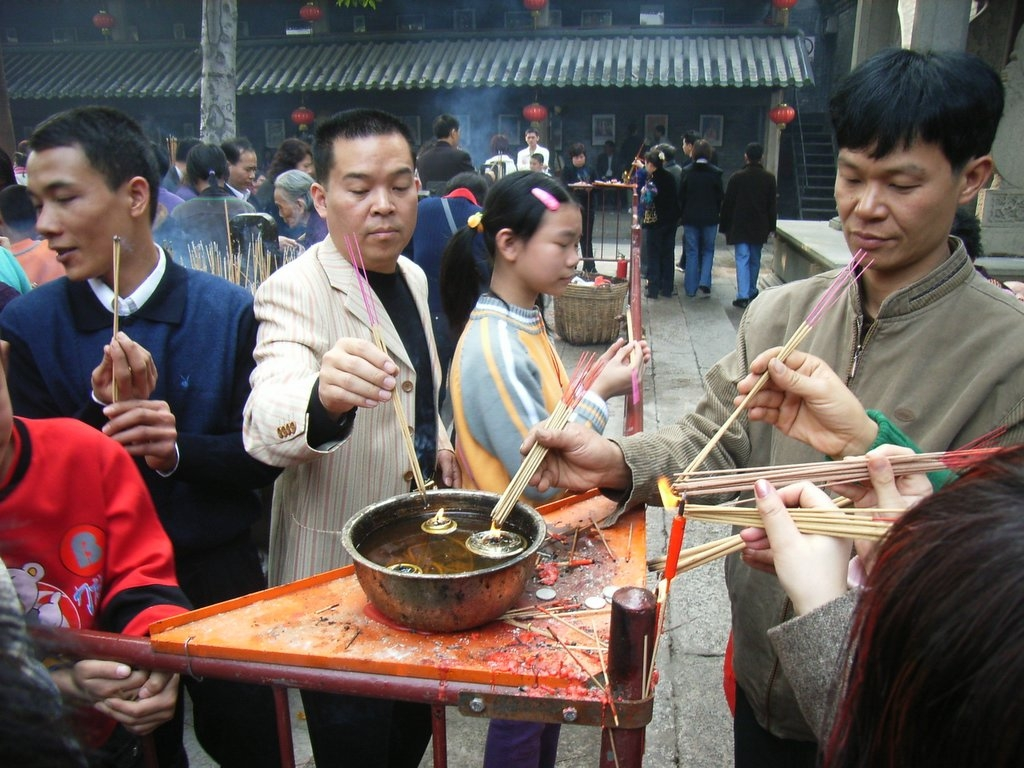
Foshan

C’est en 1979 sous Deng Xiaoping que le taoïsme reprit une certaine activité. L’Association taoïste, reconstituée en mai 1980, tint sa troisième séance au Baiyun Guan ou Monastère des nuages blancs de Pékin, temple principal de l’école Quanzhen Dao, qui rouvrit en 1984 autant comme lieu touristique que religieux. Les associations locales furent reconstituées à partir de quelques anciens maîtres et de jeunes recrues complètement inexpérimentées.
Le premier centre de formation théologique ouvrit en 1984 au Baiyun Guan de Pékin, et les ordinations Quanzhen reprirent en 1989. En plus mauvais termes avec le gouvernement communiste, Zhengyi dut attendre 1992 pour voir les siennes reconnues et son monastère principal (Longhu) s’ouvrir, tout d’abord aux Chinois d’outre-mer des régions comme Taïwan où cette école est bien implantée. En 1994, on comptait environ 450 grands temples et monastères rouverts et restaurés, en partie avec des fonds donnés par les taoïstes d’outre-mer. Les moins grands fonctionnent il est vrai souvent plus comme des lieux touristiques où moines et nonnes accueillent les visiteurs que comme des centres d’étude et de pratique religieuse. Les pratiquants les plus déterminés se font ermites.
Les temples, moines ou maîtres taoïstes doivent obtenir une autorisation formelle d’exercice, nécessaire également pour les cérémonies publiques. Néanmoins, dans les régions rurales, de nombreux maîtres mariés et vivant au sein de la société, souvent dans la mouvance Zhengyi, plus difficiles à contrôler que les moines, exerceraient de façon « sauvage ».
La première rencontre entre les clergés taïwanais et continentaux — première rencontre entre les sectes Quanzhen et Zhengyi de l’histoire du taoïsme — se déroula en septembre 1992 au temple de Louguantai. En novembre eut lieu la première visite officielle en Chine d’une délégation de l’Association générale des taoïstes de Taiwan.
Des recherches sur le taoïsme ont lieu dans les départements d’étude des religions de l’Académie des sciences sociales, en particulier à Pékin, Shanghai, au Sichuan et au Jiangsu. Des instituts de recherche sur la culture taoïste ont été fondés à Pékin (1989), Shanghai (1988) et Xi’an (1992). Le Taoïsme chinois , organe de l’Association, publie des études. De 1986 à 1993 on a réimprimé L’Essentiel des écritures taoïstes, extrait de treize mille textes gravés sur bois de la dynastie Qing.

## Conceptions: principaux traits
Avant le bouddhisme, et surtout à partir des Han, le taoïsme s’est défini par rapport à son rival, le confucianisme. Cependant, ces deux courants de pensée partagent l’héritage du fond culturel chinois, qui est beaucoup plus important que ce qui les sépare, et sont ainsi plus complémentaires qu’antagonistes. Les lettrés chinois les ont le plus souvent perçus comme deux moyens différents d’arriver au même but : la sagesse pour soi et la société. Chacun est efficace dans son domaine, et on peut très bien, comme le dit l’adage, être « confucianiste le jour et taoïste la nuit ».

### Deux textes essentiels
Les références les plus sûres sont constituées par le « Canon taoïste », traditionnellement trois livres écrits vers le IVe siècle av. J.-C. et compilés sous les Han : le Dao De Jing, le Zhuangzi et le Lie Zi. Selon une critique moderne, on peut écarter ici ce dernier, ou Vrai Classique du vide parfait, car cette compilation, qui serait plus tardive, apporterait peu aux deux autres :
- le Dao De Jing (ou Tao Te Ching, Livre de la Voie et de sa Vertu) est un court recueil d’aphorismes obscurs et poétiques attribué au père fondateur et même divinisé du taoïsme : Laozi (Lao-tseu). Les taoïstes n’ont pas cessé de le lire, en l’interprétant très diversement selon les siècles. Pour plusieurs courants, il fut au centre de cérémonies, pas exactement comme livre sacré, mais plutôt comme texte de prière. D’autres cultures le découvrent, sa traduction est une gageure dans toutes les langues, y chercher un sens inspire beaucoup d’auteurs. La divergence des interprétations illustre la richesse fluide et féconde du tao ; un texte majeur de l’humanité ;
- le Zhuangzi (Tchouang-tseu), du nom de son auteur, est un recueil de fables dialoguées, vivantes et d’enseignement profond. La forme en apparence plus directe, plaisante et pleine d’humour, traite au fond de thèmes philosophiques rigoureusement sentis. Des générations de mandarins y ont trouvé une consolation des soucis de leur charge dans la figure d’un saint sans ambition, dégagé des contraintes sociales. Des modernes y cherchent au cœur du caractère ou dans le rythme d’une histoire, une sagesse chinoise toujours actuelle.

Ces textes permettent de dégager quelques thèmes taoïstes, mais on préviendra que pour l’histoire des idées chinoises, ce sont des lieux aussi communs que raison ou culture pour la philosophie occidentale. Les contemporains de Laozi et Zhuangzi les employaient aussi, quoique interprétés différemment et sans la même importance. La compréhension que nous en avons désormais, dépend largement des siècles d’interprétation qui suivirent, notamment dans le néo-confucianisme de la dynastie Song (Xe et XIe siècles). Autrement dit, il faut commencer par là, mais éviter d’en déduire des catégories trop strictes entre ce qui serait taoïste, et ce qui ne le serait pas.

### Suivre la Voie

道 Dao/Tao, la voie

La recherche de la sagesse en Chine se fonde principalement sur l’harmonie. L’harmonie, pour les taoïstes, se trouve en plaçant son cœur et son esprit (le caractère chinois du cœur désigne les deux entités) dans la Voie (le Tao), c’est-à-dire dans la même voie que la nature. En retournant à l’authenticité primordiale et naturelle, en imitant la passivité féconde de la nature qui produit spontanément les « dix mille êtres », l’homme peut se libérer des contraintes et son esprit peut « chevaucher les nuages ». Prônant une sorte de quiétisme naturaliste (Granet), le taoïsme est un idéal d’insouciance, de spontanéité, de liberté individuelle, de refus des rigueurs de la vie sociale et de communion extatique avec les forces cosmiques. Ce taoïsme des grandes chevauchées mystiques a servi de refuge aux lettrés marginaux, ou marginalisés par un bannissement aux marches de l’Empire, aux poètes oubliés, aux peintres reclus… et fascine aujourd’hui bien des Occidentaux.
Pour se libérer des contraintes sociales, le taoïste peut fuir la ville et se retirer dans les montagnes, ou vivre en paysan. Dans les Entretiens de Confucius, on trouve déjà cette opposition entre d’une part ceux qui assument la vie en société et cherchent à l’améliorer (les confucianistes) et, d’autre part, ceux qui considèrent qu’il est impossible et dangereux d’améliorer la société, qui n’est qu’un cadre artificiel empêchant le naturel de s’exprimer (les taoïstes), une dialectique peut-être analogue à la question de l’engagement de l’intellectuel. Zhuangzi a des images frappantes : un arbre tordu, dont le menuisier ne peut faire de planches, vivra de sa belle vie au bord du chemin, tandis qu’un arbre bien droit sera coupé en planches puis vendu par le bûcheron. L’inutilité est garante de sérénité, de longue vie. De même l’occupant d’une barque se fera insulter copieusement s’il vient gêner un gros bateau, mais, si la barque est vide, le gros bateau s’arrangera simplement pour l’éviter. Il convient donc d’être inutile, vide, sans qualités, transparent, de « vomir son intelligence », de n’avoir pas d’idées préconçues et le moins d’opinions possible. Ayant fait le vide en soi, le sage est entièrement disponible et se laisse emporter comme une feuille morte dans le courant de la vie, c’est-à-dire : librement « s’ébattre dans la Voie ».

### Plénitude du vide et autres paradoxes

Taijitu montrant les relations entre le Yin et le Yang

La plénitude du vide pourrait passer pour un paradoxe purement formel, un pur jeu de mots. Le chapitre 11 du Dao De Jing fournit des analogies plus éclairantes : la roue tourne par le vide du moyeu, la jarre contient d’autant plus qu’elle est creuse, sans les trous des portes et fenêtres, à quoi sert une maison ? La page se conclut par une formule que l’on peut traduire : « du plein, le moyen ; du vide, l’effet ». Cette interprétation volontairement abstraite trouve une application universelle, par exemple, la stratégie militaire. L’Art de la guerre de Sunzi a un chapitre « du plein et du vide » où il explique très concrètement comment un général doit disposer du lieu de bataille (le plein) comme un potentiel (les moyens), de passes ou d’entrées (des vides) où il attire l’adversaire de son plein gré pour le battre avec le moindre effort (l’effet). La fable du coq de combat de Zhuangzi (19) qui vaincra sans combat est une autre illustration de la vertu supposée du vide intérieur.
L’inutilité sociale, l’absence de qualités effectives qui est présence en puissance de toutes les qualités possibles, la vacuité d’un cœur libéré de tout souci mondain, sont les aspirations les plus courantes de la voie taoïste. On peut se retirer du monde pour s’en approcher, mais ce n’est ni nécessaire ni suffisant. Pour réaliser cette libération, pour « trouver la Voie », un des moyens possible est l’utilisation des paradoxes. Il y en a beaucoup dans le Dao De Jing : c’est sans sortir de chez soi qu’on connaît le monde, c’est en ne sachant pas qu’on sait, c’est quand on agit le moins que son action est la plus efficace, la faiblesse est plus forte que la force, la stupidité marque l’intelligence suprême, ou la civilisation est une décadence. Le but de ces paradoxes semble d'abord de briser la pensée conventionnelle, de rompre les chaînes logiques et casser le sens des mots, comme le cultivera plus tard le bouddhisme Chan. C’est aussi une arme polémique contre les doctrines qui s’instituent, par exemple le confucianisme. Mais il y a certainement aussi, comme pour le paradoxe du vide, une manière de pratiquer ces paradoxes qui apporte une efficacité, justifiant l'intérêt encore porté à ce texte. Son secret semble un mystère vivant, pas une mécanique vide.

### Non-agir

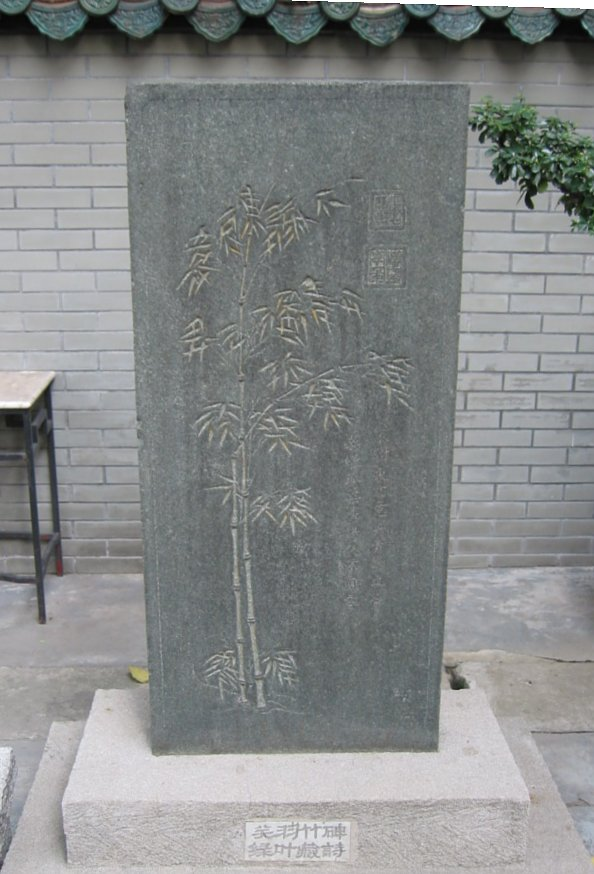
Stèle funéraire dans un temple taoïste de Canton

Le Dao De Jing est aussi un manuel de politique magico-mystique. Si on « non-agit » (wúwéi 無爲) la nature et ses dix mille êtres croissent et se multiplient. Si on ne cherche pas à gouverner les hommes, ils s’auto-organisent spontanément de la meilleure façon possible. Cette idée qui peut sembler libertaire doit être remise en contexte. D’un côté, elle se fonde sur l’antique croyance chamanique d’une action efficace du Prince par le jeu des correspondances entre les microcosmes et le macrocosme. Ainsi le simple fait pour celui qui dispose du Mandat du Ciel de décrire dans sa maison la suite des saisons en déménageant régulièrement d’une salle à l’autre, assure que la pluie viendra à son heure féconder les champs, que l’hiver durera le temps voulu, etc. L’inaction apparente n’empêche pas l’action effective. Si la circulation saisonnière dans sa maison assure la bonne marche de l’empire, c’est parce qu’il y a « résonance » et effet d’entraînement — ou d’engrenage — entre la maison du Prince et son empire. C’est-à-dire que la maison du Prince est conçue comme une représentation homothétique du monde. D’ailleurs, les éclipses, famines ou inondations sont interprétées aussitôt comme un dérèglement des mœurs dans la maison du Prince. D’autre part, cette idée d’une inaction efficace a pu être prônée par des penseurs plus rationnels, quand ils souhaitaient contenir les caprices des princes et limiter leurs dégâts sur le peuple.
L’activité de certains artisans est minutieusement décrite par Zhuangzi. Il montre un boucher ou un charron qui ont acquis la plus grande maîtrise de leur art après des années d’apprentissage, mais surtout, ils peuvent oublier les règles et la matière qu’ils travaillent, conduits par le Tao. Ils laissent les gestes et leur corps opérer seul, sans intention consciente de la volonté. L’art le plus humble permet à tous d’atteindre un absolu. Le confucianisme préférait restaurer les hiérarchies : « Même subalternes, tous les arts et les places sont respectables. Mais à trop vouloir y chercher, on s’y enferme. L’honnête homme n’aura pas de métier. » Entretiens de Confucius 19:4.

### Interprétations
Les œuvres du Zhuangzi et du Laozi peuvent être lues comme des énigmes. Le sens n’a pas été épuisé en de nombreux siècles de tradition chinoise.
La lecture du Dao De Jing a été continue, avec une longue histoire de commentaires, mais aussi de pratiques différentes du texte. Comme les classiques confucéens, il a été parfois au programme des concours mandarinaux, chargé d’un commentaire scolastique reflétant les préoccupations politiques de chaque époque. Il s’y ajoute le destin des œuvres reconnues mais à la marge, d’être servies par des génies individuels, un peu comme le Yi Jing. Enfin, il y a un usage très singulier pour l’histoire des religions de livres, le texte est sacré, mais pas d’auteur divin. Certains lui accordent les pouvoirs d’une magie, sans pour autant le cacher dans un ésotérisme puisqu’il est aussi lu publiquement. Ce prestige a en tous cas inspiré tout le taoïsme postérieur.

## Pratiques: la quête d’immortalité

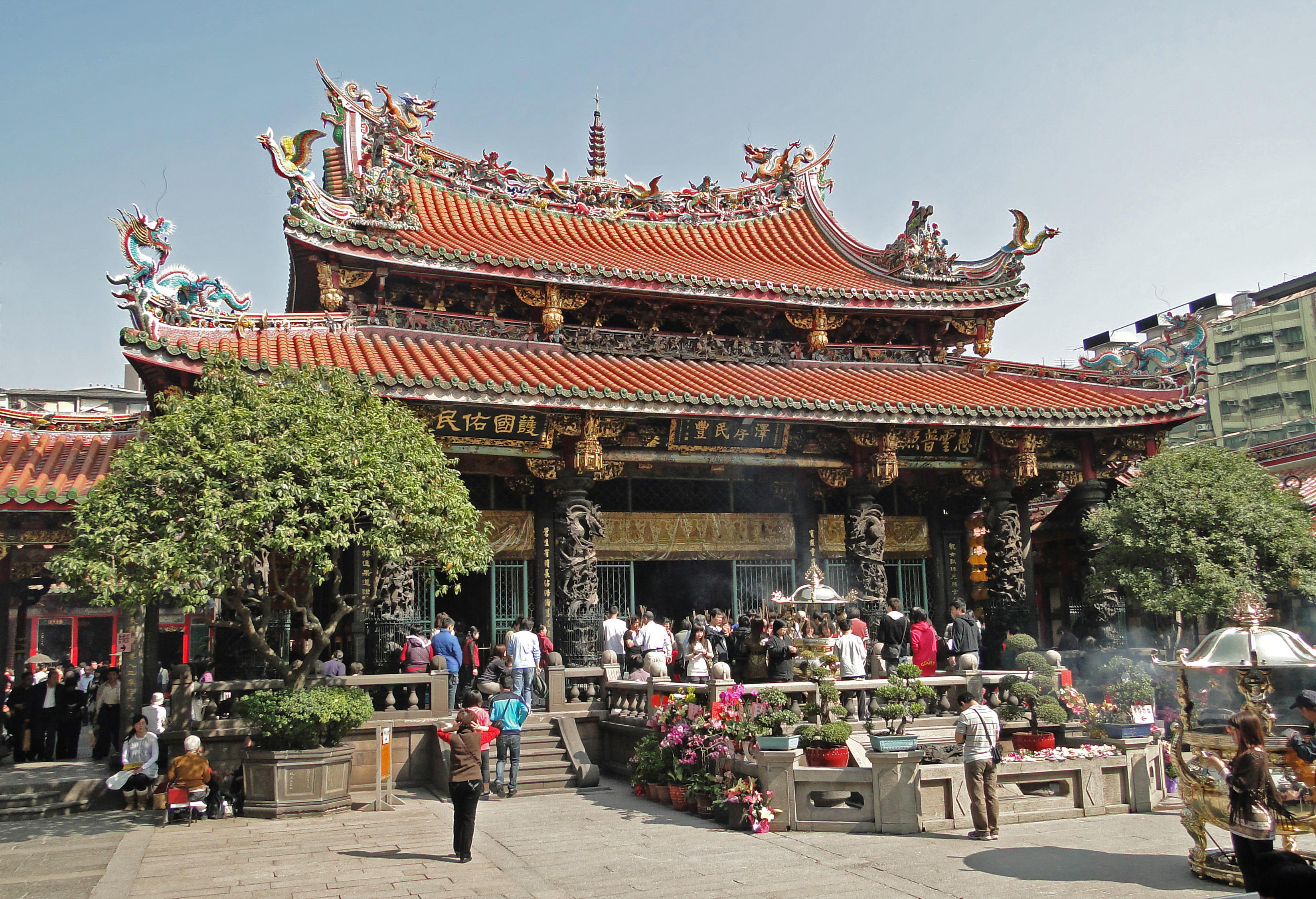
Le temple de Longshan à Taipei, Taiwan

La quête d’immortalité est un principe organisateur des multiples pratiques du taoïsme. Plusieurs millénaires, un continent, des clergés diversement organisés et parfois en conflit ; même appuyée sur des spécialistes (Maspero, Robinet), cette simplification demande justification.
L’archéologie et les textes confirment les dépenses ruineuses du deuil, le culte des ancêtres, et la croyance aux esprits. Le panthéon des Chinois a beaucoup varié, mais presque tous crurent que les morts continuaient leur existence, que les vivants leur devaient des offrandes, pour espérer une vie meilleure. Confucius enseigna la sagesse de ne pas craindre les fantômes, de respecter les rites dans l’intention, sans pour autant y sacrifier sa fortune. « Le deuil doit porter jusqu’à l'affliction mais pas plus », « Le Maître ne parlait jamais de l’étrange ni des esprits ». Le bouddhisme apporta la Saṃsāra (le cycle des renaissances) dont le nirvāna libère. Les premières traductions des textes bouddhistes sont justement révélatrices, car faute d’un vocabulaire adapté, elles empruntent des termes taoïstes. La réincarnation est ignorée, mais le message du Bouddha est retenu, car il sauve de toute mort, donc d’abord de la première. Le nirvana est interprété comme l’immortalité, le bouddhisme est assimilé à un ensemble de recettes taoïstes : prescriptions alimentaires et morales, concentration et méditation. La force du clergé bouddhiste, l’unité de son message, l’afflux continu de missionnaires indiens aux sources de la doctrine a inversé le rapport d’assimilation ; le syncrétisme chinois a fini par fondre ce qu’il y aurait de spécifique au taoïsme. Afin cependant d’illustrer des pratiques religieuses spécifiquement taoïstes, on s’accordera avec les spécialistes à se concentrer sur la période des six dynasties (200-400) entre les Han et les Tang, très prolifique en techniques de longévité.
Bien antérieur (IVe siècle av. J.-C.), le Dao De Jing et le Zhuangzi partagent aussi cette quête, mais en lui donnant un cadre métaphysique. Ces textes résultent d’une démarche expérimentale, non pas mesurable, ou observable, mais bien d’une expérience totale de l’individu : la mystique. À la manière des yoga sutra mais avec d’autres conclusions, ces maîtres ont confronté leurs sens à leur langue, découvrant sans influence des universaux spirituels, et la particularité des intuitions de leur culture. Ainsi les spéculations sur le Qi supposent techniquement un monisme vitaliste ou naturaliste qui ne distingue pas l’esprit de la matière. En conséquence l’individu n’est pas connu comme un dualisme d’une seule âme et d’un seul corps, mais de nombreux principes uniquement maintenus ensemble par la vie, que la mort sépare. Dès lors l’immortalité personnelle ne se fera pas sans le corps, qui en retient l’expérience et la mémoire, il entre dans la grande préoccupation taoïste : nourrir le principe vital.
L’objectif est clarifié, mais on est ensuite frappé par l’immense variété des prescriptions. Le confucianisme rappelait à l’esprit des anciens et se contenait au classique des rites. L’organisation des pratiques bouddhistes résista tant bien que mal à l’inventivité chinoise. Le taoïsme manifeste un génie religieux pléthorique si bien que la première tâche de l’adepte est de voyager à travers la Chine, pour trouver le maître qui convient à sa voie et à son avancement, en se gardant des imposteurs ou de pratiques trop dangereuses pour son grade. La critique moderne permet tout de même de classer des spécificités.
- Nourrir le corps : diététique, alchimie, respiration, gymnastiques, sexualité, médecine
- Nourrir l’esprit : morale, panthéon, exorcisme, divination, cérémonies

### Nourrir le corps: la transmutation

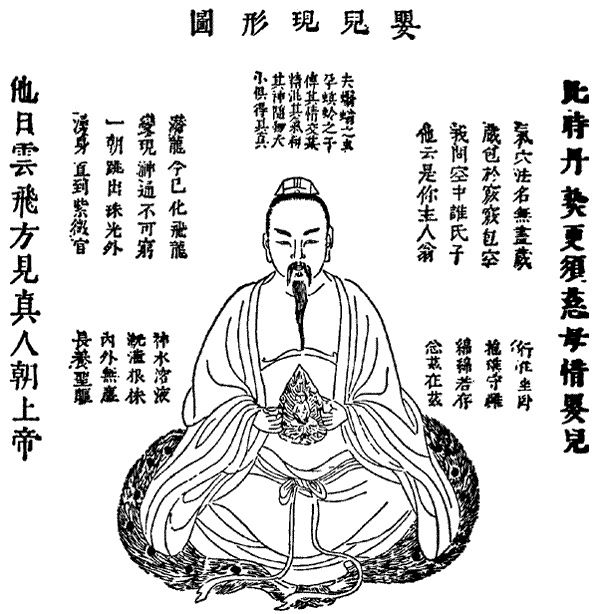
L’embryon immortel — méditation taoïste

La vie se nourrit avec du mort, l’adepte le constate aussi, et se demande surtout : comment devenir immortel en mangeant des choses qui vont mourir ? Des pratiques corporelles parfois nuisibles à la santé se déduisent de cette logique, transformer la chair en vie imputrescible. Par l’ascèse, l’adepte cherche à réveiller l’embryon qui résiderait dans son nombril. À cette force de croissance et de génération, il prête la vertu du serpent, de pouvoir muer. La dépouille actuelle est transitoire, une autre plus durable peut lui succéder, du moins si l’on se nourrit suffisamment bien : le principe vital.
Selon Marcel Granet, .

#### Interdictions
1. Nourriture grossière ;
2. Nourriture maigre ;
3. Nourriture sobre ;
4. Absorption de l’Essence ;
5. Absorption de l’ivoire ;
6. Absorption de la Lumière ;
7. Absorption du souffle ;
8. Absorption du Souffle originel ;
9. Nourriture Embryonnaire
Maspero, op. cit., note 260, citation originale du Xuanmen dalun. Cette énumération résume les étapes de progression dans le régime taoïste idéal, jusqu’à la lumière, l’air, et l’auto-suffisance.

Le régime alimentaire prescrit pour devenir bon taoïste est très sévère, il résulte d’un raisonnement. Pour devenir immortel, il faut se nourrir d’immortel. Outre des jeûnes rituels, les taoïstes voudraient se passer de tout aliment mortel[réf. nécessaire]. Les taoïstes espèrent spiritualiser la nourriture elle-même.
Ils commencent par écarter les mets fermentés, comme le fromage, qui rappelle trop la pourriture, puis la viande. L’adepte passe ensuite l’épreuve de se passer des céréales (la base alimentaire humaine) censées nourrir les trois vers, des démons qui mangent le corps au-dedans et le font vieillir. Les textes ne cachent pas la difficulté et les maux passagers que l’on traverse.
Un tel régime aurait dû décimer les adeptes, où trouvaient-ils alors leurs calories ? On rapporte de nombreuses décoctions et drogues devant pallier les carences les plus évidentes, et il y avait l’alcool. Le vin et l’ivresse est un thème classique de la poésie taoïste (Li Bai, 701~762), on peut par exemple supposer qu’il était la base alimentaire de Xi Kang (223~262) vers la fin de sa vie. Cela rejoint cette figure populaire de l’immortel joyeux et ivre, à perpétuité. Toutefois, le vin était cher, c’est un idéal inaccessible à la majorité. De plus, il est combattu par le Bouddhisme, ce qui a influencé les pratiques taoïstes ultérieures. En pratique, aujourd'hui, nombre de taoïstes se contentent de respecter la modération dans leur alimentation comme dans tout autre aspect de leur vie.
Selon Marcel Granet, la diététique taoïste « ne prescrit ni le jeûne constant, ni même la sobriété. Elle défend de se nourrir de céréales, à la façon du vulgaire, mais invite à déguster le suc des choses. Elle conseille de boire la rosée féconde. Elle n’interdit nullement les boissons alcoolisées. Elle les considère comme des extraits de vie. Pas plus qu’un nouveau-né, un adulte ne se blessera en tombant (même du haut d’un char et même sur sol dur) si la chute a lieu quand il est ivre : c’est que, grâce à l’ivresse, sa puissance de vie (chen) est intacte (ts’iuan). L’ivresse fait approcher de la sainteté, car, comme la danse, elle prépare à l’extase ».

#### Végétarisme
Selon le Canon taoïste orthodoxe (0179) :

« Voici le troisième précepte : ne point tuer un animal pour se nourrir ; au lieu de cela, nous devons être bienveillants et bénéfiques envers tous, y compris les insectes et les vers,. »

#### Alchimie
Cette introduction par l’alimentation donne un contexte à des anecdotes d’alchimistes empoisonnant des empereurs avec leurs recettes. Pour devenir immortel, il faut non seulement se garder du mort, mais aussi se transformer de l’intérieur pour devenir imputrescible. Des adeptes tentèrent d’ingérer du plomb ou de l’or liquide pour s’accorder à une représentation symbolique du corps en correspondance avec les métaux. Le cinabre eut encore plus de faveur. Ce minerai de mercure passe par plusieurs couleurs à la fusion, illustrant la transmutation. Il a été l’objet d’une quête ruineuse, qui explique que l’alchimie externe a ensuite servi d’analogie à une forme réfléchie, l’alchimie interne, pratiquée dans la respiration.

#### Respiration
Le taoïsme a affiné les techniques respiratoires à un degré que l’on ne rencontre que dans le yoga. L’historien occidental peut y chercher des influences, les textes yogis sont antérieurs. Selon Jean Filliozat : « les idées taoïstes sur la circulation du souffle dans l'organisme et la possibilité d'en régler le cours par une technique respiratoire et physiologique pourraient fort bien être venues de l'Inde en Chine dès les siècles immédiatement antérieurs à l'ère chrétienne […]. L'emploi de mots indiens dans le vocabulaire technique du Taoïsme apporte parfois la preuve décisive d'une influence indienne ».
Les taoïstes ont découvert l’originalité de leurs techniques en les comparant à celles importées par les bouddhistes. Le Yoga dans la tradition hindoue préconise une respiration profonde et continue, afin de détacher la Conscience des flux psychiques (Citta Vritti) illusoires, pour que l’atmân rejoigne le brahman. Les Chinois[Lesquels ?] ont une métaphysique et une technique différente. Ils cherchent à retenir le souffle le plus longtemps possible. Cette apnée a des effets psychotropes différents, accompagnés de représentations. L’air, le qi, est considéré comme la substance de tous les corps. L’adepte, en respirant, régénère sa matière, avec un accompagnement mental de la sensation d’air dans une anatomie sentie, la circulation du souffle. Un occidental peut se faire une idée de ces exercices avec la sophrologie, expérimenter l’effet à long terme demande un engagement plus important.
Qu’est-ce que l’adepte espérait de cette pratique continue ? « Confucius disait : Autrefois je passais les jours sans manger et des nuits sans dormir, me consacrant à la méditation. J’aurais plus appris en étudiant. » Entretiens 15:30. Le taoïste n’y cherche pas une connaissance mais la transmutation de son corps par l’air, que le qi alimente l’embryon. Cet embryon, appelé « embryon de l'immortalité », naît à la fusion des souffles. Ces derniers sont définis dans un texte ancien datant de l'époque Han, le Huangting Jing : « Laozi, au repos, fit ces vers de sept pieds afin d'expliquer le corps humain et toutes ses divinités : en haut, c'est la Cour jaune (la rate) ; en bas, la Passe de l'origine (l'extrémité de la colonne vertébrale ?) ; derrière, on trouve le Portique obscur (les reins) ; devant, la Porte du destin (le nombril ?). Respirez à travers la Hutte (le thorax) jusqu'au Champ de cinabre ; que l'eau claire du Lac de jade (la bouche) vienne irriguer la racine merveilleuse. » Le but est de réaliser la respiration de l'embryon afin que celui-ci, après une longue gestation, puisse grandir jusqu'au moment où il pourra se dissocier du corps mortel et rejoindre ainsi les régions paradisiaques. C'est donc de cette manière que le taoïste effectuera sa transmutation.

#### Gymnastiques
Sous le nom Daoyin, Maspero tire des textes des exercices de gymnastique très précis. Ces mouvements s’accompagnent toujours d’instructions sur la respiration. Ils visent à assouplir le corps pour aider la pensée à faire circuler les énergies, qu’elles soient alimentaires, respiratoires, ou sexuelles. Ces pratiques se distinguent définitivement du yoga, car ce ne sont pas des postures, mais bien des mouvements. Le taoïsme apporte le mouvement à l’ascèse, et l’ascèse au mouvement. Cette inspiration se poursuit dans le Qi gong « travail du souffle », ou les arts martiaux chinois — wushu, en particulier le Taiji Quan.
Selon Marcel Granet : « C’est le matin seulement que la gymnastique respiratoire est profitable. Les exercices d’assouplissement n’ont d’heureux effets qu’au printemps. Les jeunes pousses, alors, sont encore toute souplesse. Le printemps est la saison des danses rustiques qui suscitent la montée de la sève et aident au renouveau : on y mime les souples inflexions des tiges naissantes sous le souffle fécond du Ciel. De pareilles danses et des ébats gymniques peuvent seuls conserver la souplesse première. Quand celle-ci disparaît, la mort triomphe chez les humains qui s’ankylosent, comme chez les plantes qui se lignifient. Ce qui est dur et résistant s’use et périt. Seul demeure invulnérable et vivant ce qui sait ployer ».

#### Sexualité
À l'opposé des pratiques religieuses récentes monacales, un taoïste peut être marié, la piété filiale et le culte chinois de la descendance est respecté. La sexualité n’est pas réprimée, mais sacralisée, notamment par les complémentarités yin-yang nourrissant symboliquement le principe vital. Rappelons la particularité de la technique respiratoire chinoise : l’apnée, la rétention. Ce mode est appliqué à l’acte, les traités s’étendent sur des recettes pour conserver l’essence tout en la stimulant (coitus interruptus, masturbation). Cependant, la modération est conseillée en toute chose. De son côté le tantrisme (à ne pas confondre avec le taoïsme) considère que le Désir (Kâma) est le sceau de l'âme à délivrer présent en toutes les créatures, les pratiques sexuelles et l’orgasme pouvant être une voie du nirvana par leur ritualisation (dirigée vers la Déesse, Shakti, la Nature), rituel tantrique qui permet l'abolition totale des pensées (samâdhi) et la délivrance des cycles, après une ascèse et des pratiques éthiques.
Ces enseignements s'appliquent aux hommes et aux femmes sans discrimination d'âge. Peu connue, même en Chine, la sexualité taoïste s'intéresse à la transformation du corps physique, la régénérescence, par des pratiques considérées comme une branche à part du Taoïsme. « Cueillir des pâquerettes en dehors du Tao », sous entendu pratiquer la sexualité Taoïste, participe à l'idéal d'immortalité mais peut aussi être une façon d'améliorer la vie quotidienne pour prolonger le passage dans le monde vivant.
Le thème de l'ascèse sexuelle a suscité de nombreuses publications, avant même la Dynastie Han : « On y enseignait diverses méthodes, toutes destinées à accroître la longévité et fondées, non sur un idéal de chasteté, mais sur un idéal de puissance. Au reste, le folklore nous renseigne sur une sorte d’épreuve sexuelle imposée au Saint. Entouré de nombreuses vierges ou se couchant sur l’une d’elles, il ne devait point « changer de couleur » ».
Mis à part les pratiques les plus répandues, il existe aussi la voie de la Tigresse Blanche, différente de ce que Mantak Chia propose dans ses livres et qui s'adresse aux femmes. Elle peut être considérée comme immorale, dans une certaine mesure, dans le sens où la femme, la « tigresse blanche », pousse l'homme à l'éjaculation afin de pouvoir prendre son énergie sexuelle (bien qu'apparemment, l'homme pourrait bénéficier de certains aspects).
La femme pratique avec plusieurs « dragons verts » — c'est le nom donné à son compagnon momentané, elle en a plusieurs, chacun pendant une période définie ou un certain nombre de rapports — tout en veillant à se référer à certains critères, c'est-à-dire que la personne soit en bonne santé, ait une énergie saine, ne boive pas…
À noter qu'il y a aussi des pratiques pour le « dragon de jade », c'est-à-dire l'équivalent masculin de la tigresse blanche. Hsi Lai a écrit un livre concernant la tigresse blanche, un autre concernant le dragon de jade et un autre (celui-ci en anglais) qui traîte apparemment des deux mais d'une manière succincte (voir à la fin de la page pour les références).

#### Médecine
« La médecine chinoise a toujours été sous l’influence du Taoïsme, et les premiers médecins qui n’étaient pas de simples sorciers ont pu être taoïstes. »

— Henri Maspero, Taoïsme, note 140.
L’attitude scientifique à l’égard de la médecine est révélatrice d’une rupture avec le taoïsme antique, de l’influence de l’idéal confucéen à partir des Han, et du rendez-vous manqué avec une méthode plus expérimentale. Le troisième chapitre du Zhuangzi raconte la fable diversement interprétée d’un boucher trouvant le Dao du monde en découpant des carcasses. il n’y a pas encore d’intention scientifique, mais au moins, l’obstacle épistémologique du mépris pour les métiers du sang est levé. Seulement par la suite, à « la différence des Grecs et des Hindous, les Chinois n’ont jamais pratiqué la dissection comme procédé courant d’étude. On cite deux séries de dissections, à mille ans de distance, l’une dans les premières années du Ier siècle de notre ère, l’autre au milieu du XIIe siècle ». Les premières observations ont aidé à construire une image du corps servant de support à une anatomie symbolique, à l’aide de correspondances entre les organes et les éléments. Les observations suivantes ont été réfutées lorsqu’elles ne confirmaient pas les théories, en arguant que le corps d’un condamné à mort n’était pas de même nature que celui d’un sage taoïste ayant médité toute sa vie.
D’après les chroniques, la vie d’un bon taoïste dure au moins 90 ans (nombre symbolique), âge auquel l’embryon doit se réveiller pour survivre à l’enterrement. Dans sa tombe, il ne laissera que sa ceinture et son bonnet, ou un bâton, poursuivant son immortalité heureuse dans un coin de pays où il n’effraiera pas la société. Un aspirant le cherchera pour lui demander son secret ; ainsi se perpétue la croyance. Il est difficile d’en mesurer l’adhésion, elle inspire encore des fictions.

### Nourrir l’esprit

#### Morale
Du taoïsme, on connaît d’abord l’individualisme libertaire de Zhuangzi, on lit plus rarement un pragmatisme dans la mystique du Dao De Jing, enfin le plus souvent, la morale développée dans les courants collectifs est ignorée. C’est cet aspect qui est développé ici, car il s’exprime à la même époque que les idéaux de longévité, même s’il contredit en partie le taoïsme antique.

« Ceux qui n’accomplissent pas d’actes de vertu et se contentent de pratiquer les procédés magiques n’obtiendront jamais la Vie Éternelle. »

— Ge Hong, Baopuzi, j. 3, 8 b.

« Le premier du mois, le matin, il allait se promener au marché, le long des rues, sur les places ; et quand il voyait des pauvres ou des affamés, il enlevait ses habits et les leur donnait… Une année qu’il y eut grande sécheresse et famine, et que le boisseau de riz atteignit le prix de mille pièces de monnaie, en sorte que les routes étaient couvertes d’affamés, il épuisa sa fortune et ruina sa famille pour venir en aide à leur détresse ; et il le fit en cachette, de sorte que les gens ne savaient pas que c’était de lui que venaient ces dons généreux. »

— Daozang, « le canon taoïste », fasc. 152.
La source du dernier extrait est une biographie canonique d’un saint taoïste, censé avoir vécu une vie idéale. Avant de découvrir la voie, l’adepte pratique une charité assez familière au christianisme. Elle prescrit des commandements de bon sens comme « tu ne tueras pas, tu ne voleras point ». La réflexion éthique distingue la charité discrète de la démonstration de vertu, elle n’explore pas en profondeur les mobiles de l’intention. La faute ne se transmet pas de pères en fils, ou par les renaissances ; le pardon et le rachat sont possibles. L’évaluation très précise des fautes et des bonnes actions répond au code des délits et des peines, révélateur des représentations et de l’ordre social. On peut se racheter en réparant cent pas de route, ou en fournissant le riz et la viande utiles à des auberges publiques gratuites.
Cette échelle précise des valeurs permet une comptabilité précise. Il n’y a pas l’équivalent d’une extrême-onction qui remet les péchés du mourant pour qu’il accède à la vie éternelle. Pour un taoïste, une mauvaise action, ce sont des jours de vie en moins, et quand la mort vient, il est trop tard. Les textes ajoutent une progression logarithmique. Lorsqu’à un seuil de sa vie morale l’adepte doit 30 bonnes actions pour monter en grade, un seul échec demande à tout recommencer. « Il faut, dit un alchimiste du IVe siècle, avoir accompli 1 200 bonnes actions pour pouvoir devenir immortel ; et toute mauvaise action interrompt la série et oblige à recommencer du début, fût‑on arrivé à 1 199 ».

#### Panthéon

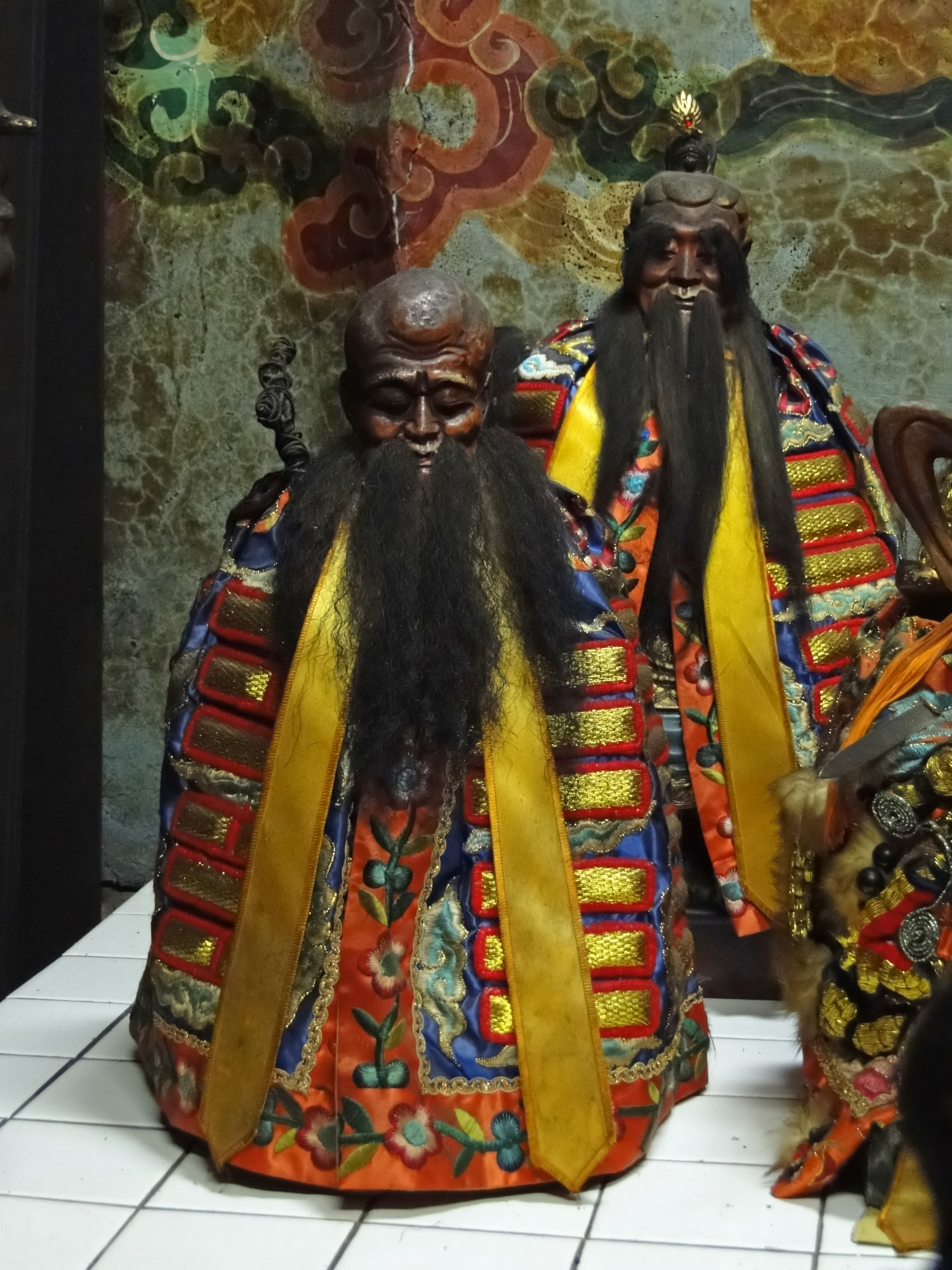
Statues dans un temple à Taiwan

Le taoïsme est une quête individuelle de la Panacée, la recette qui rendra immortel. La séparation entre les vivants et les dieux n’est pas ferme, le panthéon est en croissance continue. Il y eut des intentions d’organiser ces légions en hiérarchies, qui empruntent les divisions administratives des fonctionnaires impériaux. Le taoïsme n’a pas exactement développé une mythologie, dans le sens d’une généalogie de personnes divines dont s’extraient des vertus (Hésiode ou l’ennéade égyptienne). L’abstraction ayant déjà été opérée dans la théorie des cinq éléments (Chine), le problème théologique est plutôt de ramener la variété des figures à ces principes.
L’adepte a aussi un temple tout personnel, son corps, dont les organes correspondent avec les éléments (et les immortels qui en dépendent). Selon son degré, la méditation communique avec des petits fonctionnaires digestifs, pour obtenir un ingrédient d’une recette, mais par l’abstraction, s’élève au Dao qui seul conduit le monde et mène le corps à l’éternité.

#### Exorcisme
Dans la société populaire, le prêtre taoïste représente le pivot entre les hommes, les dieux (shén 神) et les immortels (xiān 仙), mais aussi avec les démons (guǐ 鬼). Pour ce dernier cas, les prêtres appartiennent le plus souvent au courant Zheng Yi (Unité Orthodoxe), constitué en partie sur les bases de l'ordre des Maîtres Célestes. En tant que tel, ces derniers sont mandés pour effectuer des rituels d'exorcisme qui visent à expulser le démon du corps de la victime. Les Maîtres Célestes sont censés enfermer les démons expulsés dans des jarres gardées dans les enceintes des temples.
Il faut remarquer que les prêtres d'autres courants, notamment monastiques et « quiétistes » se mêlent peu de ces pratiques très spécifiques. Les démons (guǐ 鬼) sont considérés comme Yin, comme la mort, par rapport aux vivants qui sont Yang. Cette opposition est ressentie par les autres taoïstes comme dangereuse, notamment pour leur pratique alchimique pour laquelle la transformation intérieure visant à s'unir au Dao (Tao) repose sur l'affinage de l'énergie Yang du corps.
Les textes alchimiques taoïstes parlent des difficultés (nán 难) de cette transformation durant laquelle l'adepte peut être la proie des démons (mó 魔). Il en résulterait la diminution du Yang de l'adepte jusqu'à le mettre en danger. L'enseignement vise notamment à éviter ces désagréments pour les adeptes, et si l'on peut parler d'une forme d'exorcisme, la pratique correcte est censée pouvoir aider à se libérer de l'emprise du démon.
Pour comprendre l'exorcisme, il faut se pencher sur les différents niveaux d'existence du monde taoïste. Énergétique, ce monde est composé d'êtres de nature Yang ou de nature Yin. Les êtres dont la nature est la plus Yang sont les divinités (shén 神), puis juste en dessous les immortels qui sont des hommes et des femmes ayant transcendé leur existence terrestre, notamment grâce à leur vertu (bonnes actions, pratique). Dans la catégorie Yin, il y a principalement les fantômes et les démons.
Selon les théories taoïstes, le développement spirituel peut se résumer à s'éloigner du Yin pour aller vers le Yang, énergie la plus fine et seule capable de permettre l'union au Dao (Tao).

#### Divination
Le Yì Jīng (classique des mutations) n’est pas spécifique aux taoïstes, mais il a traversé les six dynasties (IIIe et IVe siècles) grâce à eux. Ils poursuivirent les spéculations ésotériques des Han, en ajoutant leurs commentaires (Wang Bi, 226~249), que le néo-confucianisme reprit. Les trigrammes sont un support de méditation, servant aussi à la composition de talismans et aux rituels.

#### Cérémonies

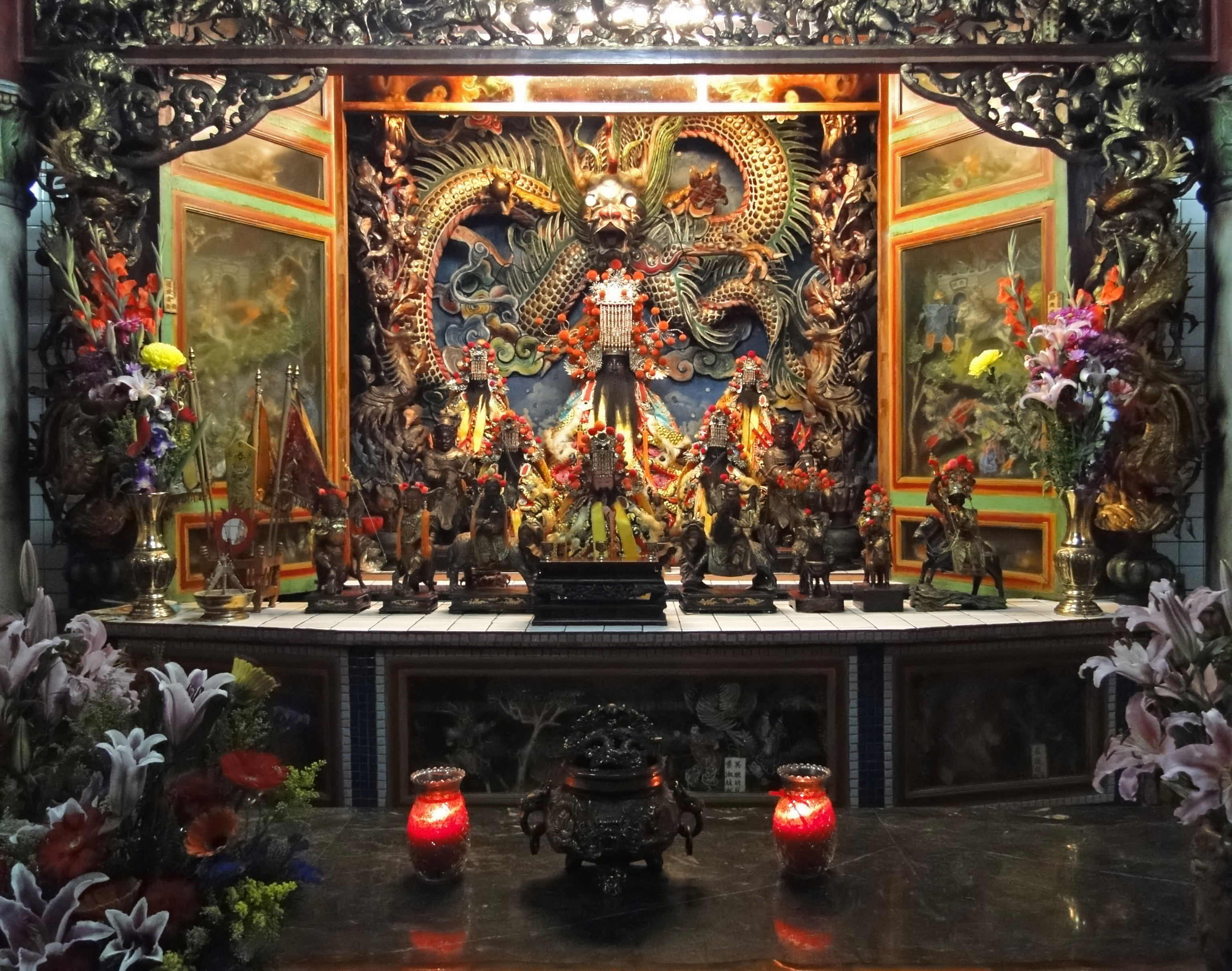
Intérieur d'un temple à Taiwan

Sociologiquement, le taoïsme a d’abord concerné les élites, voire l’empereur. Les pratiques individuelles se sont ritualisées en cérémonies collectives après la dynastie Han, avec l’apparition des mouvements populaires de type maîtres célestes. Interpréter des textes provenant souvent de condamnations extérieures, comme des bouddhistes, est un exercice incertain. On distinguera cependant les rites d’investiture qui officialisent la conversion et la progression de l’adepte dans la Voie, se référant aux coutumes féodales de la dynastie Zhou. On trouve aussi des lectures collectives du Dao De Jing, des confessions et des repentances publiques. Le calendrier est rythmé par des fêtes solaires, notamment les équinoxes, précédés de jeûnes, aboutissant à des paroxysmes. Il y a beaucoup de littérature sur ces festins orgiaques, cherchant à rendre symbolique des échanges ritualisés entre partenaires sexuels. Dans certaines régions, les églises taoïstes tenaient l’état-civil, et célébraient les naissances, les mariages et les décès. Contrairement aux religions universelles de salut, les rituels taoïstes ne sont pas fixés en une recette stricte et exportable.

### Des pratiques, des taoïsmes
Si la quête d’immortalité transcende la variété des pratiques taoïstes, il n’y a cependant pas d'unité des religions taoïstes, même pour la période circonscrite dans cette section[Laquelle ?]. La respiration et les régimes par exemple, sont décelables dans plusieurs couches sociales[Lesquelles ?], mais avec un sens différent[Lequel ?].
L’« étude du mystère » xuanxue (250~350) engage des aristocrates sans espoir de carrière dans la « causerie pure »[réf. nécessaire], où ils renouvellent la spéculation théorique et le commentaire (Zhuangzi et Laozi). Ils mènent une vie épicurienne entre amis (les sept sages du bosquet de bambous), cultivant aussi bien les souffles que le vin. À cette époque, le taoïsme influence la calligraphie, la peinture et la musique.
Les expressions de masses de type maîtres célestes les utilisent comme voies initiatique de progression vers les grades d’une Église organisée, avec rituels et panthéon.
L’alchimie, qui fut importante à la cour des Han, se perpétue à travers de nombreux petits groupes ou alchimistes indépendants sans constituer de grand courant. L'un des plus célèbres alchimistes de la dynastie Jin est Ge Hong (283~343). Certains écrits de la famille Ge (Ge Hong, Ge Xuan, Ge Chaofu) se retrouvent dans le Lingbao pai, un mouvement organisé, qui se fondra ensuite dans les maîtres célestes Zhang. Lu Xiujing, réformateur des maîtres célestes du Sud, compile le premier « canon taoïste » Daozang, qui comprend beaucoup de textes alchimiques utilisés par Lingbao. L'alchimie, sous sa forme interne, continuera d' être pratiquée dans les monastères taoïstes postérieurs.

## Taoïsme et Occident
Comme pour d’autres traditions spirituelles, des conceptions rattachables au taoïsme ont pénétré la culture occidentale, en suivant le chemin de l’histoire européenne. Ces moments définissent des attitudes qui n’ont pas forcément disparu. Dans le monde francophone actuel, le taoïsme reste encore majoritairement affaire de spécialistes et de curieux.

### Antiquité et Moyen Âge: les marchands

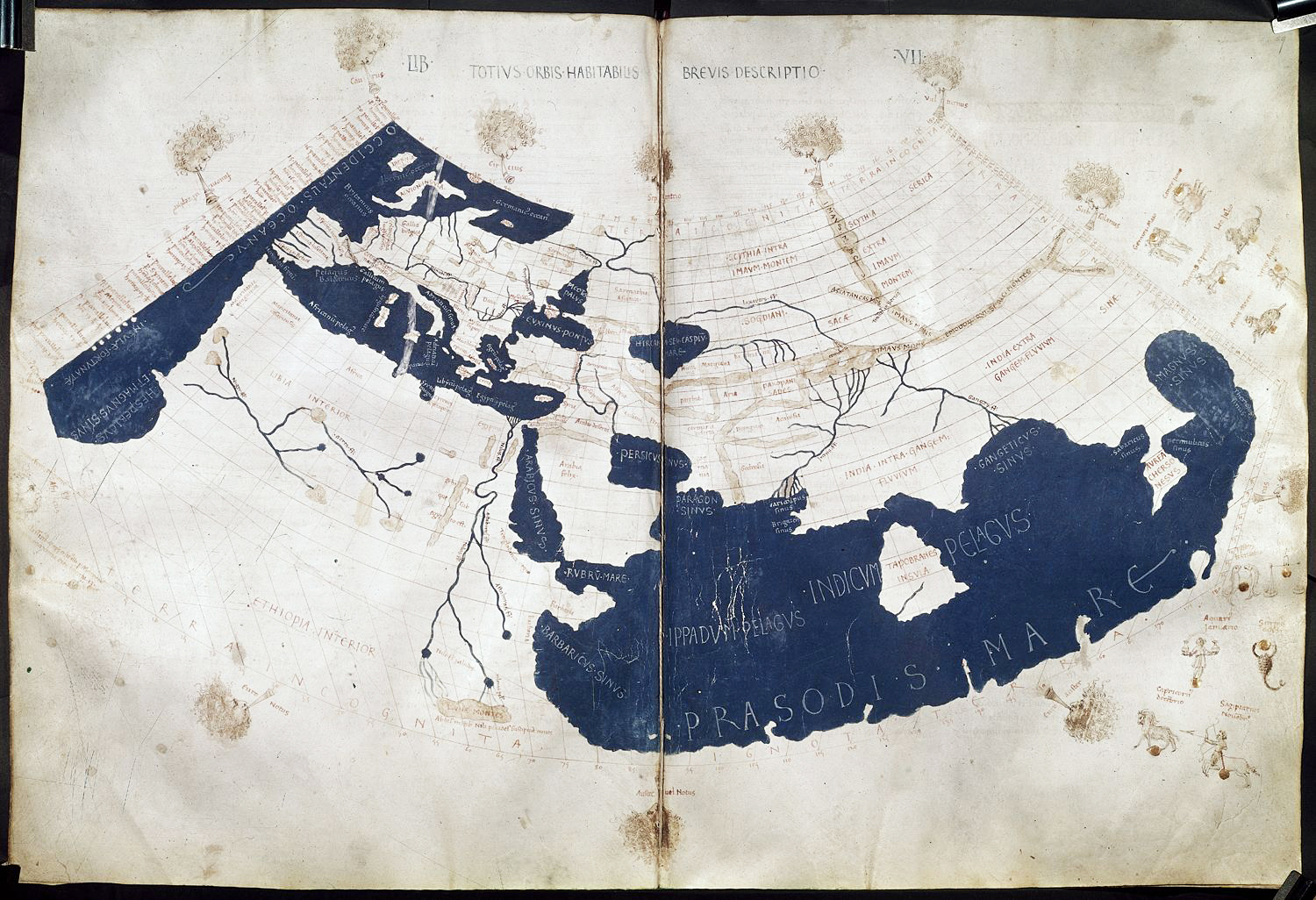
Carte du monde selon la Geographia de Ptolémée (vers 150). La Chine est sur le bord droit, à l’est du Gange, Sinae.

On trouve des traces archéologiques de contacts commerciaux entre la Chine et l’empire romain. La route de la soie amena des chrétiens nestoriens jusqu’à Xi'an sous la dynastie Tang (635). Ils disparurent dans une réaction taoïste dirigée contre les religions étrangères (845). Ils ne laissèrent pas de traces dans les textes, alors que déjà Plutarque mentionne des gymnosophistes, ces sages de l’Inde qui vivaient nus (les yogis) ; Plotin prétendait avoir reçu leur enseignement. L’Indus a arrêté Alexandre le Grand, dessinant l’espace mental européen pour plusieurs siècles.
La Relation de la Chine et de l’Inde consigne vers 851 le témoignage de plusieurs voyageurs arabes qui visitèrent la Chine. Les mentions sur la religion sont tellement brèves que l’on peut les rapporter toutes. §23 « Leur religion ressemble à celle des mages ». Dans une traduction de 1948, Jean Sauvaget propose deux hypothèses : les chinois sont étranges comme des zoroastriens, ou bien, le Yin-Yang ressemble au dualisme mazdéen ; sans qu’aucun autre indice puisse assurer qu’il s’agisse du taoïsme. On lit aussi §72 « Les Chinois prétendent que ce sont les Hindous qui leur ont apporté leurs Bouddhas », §64 « ils ont des livres sacrés », peut-être les classiques confucéens. Le lecteur moderne peut reconnaître les trois enseignements ; ces marchands s’expliquent plus sur les lois, l’administration ou la beauté des corps. On notera l’étonnement de ces arabes devant les coutumes funéraires ruineuses §35, et ceci qui résume la perspective, §63 « Ni les Hindous ni les Chinois ne pratiquent la circoncision ». Ces opinions ont été reprises et compilées à de nombreuses reprises dans la littérature musulmane, mais en y ajoutant très peu d’autres informations de première main, d’où la valeur de ce témoignage. Il n’a pas fait carrière dans la scolastique médiévale européenne.
C’est pourquoi le livre des merveilles de Marco Polo (1298) parut aussi neuf, avec plus de fantastique que la Relation, mais avec aussi peu sur les croyances et conceptions. L’ignorance de la langue et les nécessités du commerce n’ont pas permis d’en apprendre plus.

### Missionnaires
La sinologie commence avec le jésuite Matteo Ricci, dans le cadre des missions catholiques aux XVIe et XVIIe siècles. L’intention n'est pas scientifique ; le but est la conversion. Cependant, la méthode jésuite en insinuant la foi par persuasion, se devait de comprendre les coutumes chinoises. Ricci écrit un dictionnaire et traduit les classiques, mais n'identifie pas le taoïsme.
Léon Wieger (1856-1933) traduit le Dao de jing, le Zhuangzi et le Lie Zi, mais ses interprétations sont très contestées. Son Histoire des croyances religieuses et des opinions philosophiques en Chine depuis l’origine jusqu’à nos jours (1922) est à lire avec précaution : « le Taoïsme me paraît être, dans ses grandes lignes, une adaptation chinoise de la doctrine indienne contemporaine des Upanishad », « les idées de ces hommes, les seuls penseurs que la Chine ait produits, sont à étudier avec soin », « leur système est un panthéisme réaliste, pas idéaliste », « il ne faut pas chercher une révélation de la Trinité, dans la formule de Lao-tseu (Lao Zi), un fit deux, deux fit trois, trois fit tout ». Ses perspectives sont parfois éclairantes, mais généralement caduques.

### Les Lumières: exotisme
Les penseurs européens des Lumières utilisèrent les documents jésuites pour leurs combats, comme le Confucius de Voltaire, mais aucun ne se distingua par son érudition ou une traduction originale. Leibniz a peut-être le premier été touché par des inspirations d’un genre taoïste lorsqu’il imagina que les idéogrammes notent réellement les idées et que le Yì Jīng puisse fonder l’algèbre d’une langue parfaite. Les spéculations dans l’esprit de Jung (1875-1961) relèvent encore de cette attitude. Sur l’exotisme encore, le taoïsme reste utilisé pour justifier nouvelles médecines ou méditations. Ce n’est pas contradictoire avec l’histoire de cet enseignement, mais pas toujours éclairé aux meilleurs textes.

### XXesiècle: sinologie
« Le terrain que les sinologues laissent vacant, ce sont les gourous qui l’envahissent : ce que le savoir délaisse, l’imagination s’en empare […] servant des clés à tous les mystères, se prêtant au gentil délire de l’exotisme. »

La lente approche positive du taoïsme par l’Occident peut être illustrée par la difficulté de traduire le Dao De Jing. En 1934, Marcel Granet écrit « Il faut avouer que ce livre, traduit et retraduit, est proprement intraduisible » et dans la note 1023, il ajoute « Une de ces traductions, celle de Stanislas Julien, (1842) mérite d’être signalée ; parfaitement consciencieuse, elle ne trahit pas le texte, mais elle ne permet pas de le comprendre ».
À la même époque, Henri Maspero apporte une analyse de première main des textes. L’école française reste féconde et citée à l’étranger. Max Kaltenmark, ou Isabelle Robinet sont des références (Taoism: Growth of a Religion, Stanford University Press, 1997,  (ISBN 0804728399)) ; (Geschichte des Taoismus, Diederichs, 1995,  (ISBN 342401298X)).
L’audience de ces spécialistes s’élargit, plusieurs auteurs ouvrent maintenant le taoïsme dans une réflexion croisée avec la philosophie grecque (Marcel Conche, François Jullien).

### XXIesiècle: immigration
À l’exception de l’Amérique du Nord où la communauté chinoise, la plus ancienne et la plus vaste en Occident, a importé nombre de ses croyances et de ses cultes, dont le taoïsme, l'Europe vit actuellement une présence taoïste qui confirme les balbutiements initiés à la fin du XXe siècle. La présence du taoïsme en France a été plus que discrète par l'installation de petites communautés des Maîtres célestes en région parisienne. Ce courant, plus puissant à Taïwan qu'en Chine populaire, a été porté en France par les premières recherches académiques sur le taoïsme religieux, notamment Kristofer Schipper (ordonné prêtre taoïste à Taïwan).
Cette présence taoïste se fait de deux manières : par l'invitation régulière d'associations culturelles et sportives de maîtres chinois liés plus ou moins au taoïsme institutionnel (c'est le cas des maîtres du mont Wudang) d'une part ; par la conversion aujourd'hui devenue possible en Chine et de plus en plus courante, d'occidentaux devenant des « prêtres taoïstes » (Daoshi) dans un courant reconnu. Ce fut le cas dans la deuxième moitié du XXe siècle aux États-Unis qui voit aujourd'hui se fonder les premières communautés et temples dirigés par des occidentaux (Daoist Center, etc.).
En Europe, terrain moins propice pour l'installation de communautés religieuses extrême-orientales, le taoïsme est néanmoins présent par le biais de groupes plus modestes centrés autour d'une pratique ascétique ou d'une pratique martiale, notamment en l'absence de cadre religieux précis :
- en Angleterre, la British Taoist Association[46] a été créée par un prêtre taoïste anglais (nom taoïste Shijing, 31e génération du courant Longmen) et continue d'organiser des activités de méditation et de Daoyin (gymnastique taoïste). Le cœur se compose de sept prêtres taoïstes anglais, ordonnés en Chine ;
- en Belgique, moins profondément ancrée dans le tissu religieux taoïste chinois, il y a l'association taoïste de Belgique[47] qui a fondé un centre d'études de la culture taoïste et propose un cursus diplômant. À noter qu'ils se présentent comme des Danshi (alchimistes) plutôt que comme des Daoshi (prêtres) ;
- en Espagne, à Barcelone, ont été fondées les Associations taoïstes espagnole et catalane[48], par l'authentique Maître taoïste chinois Tian Chengyang, ancien abbé du Temple Taiqing sur le mont Lao (province du Shandong, Qingdao) et 24e génération du courant Longmen. Il faut remarquer que le temple de la Quiétude et du Silence situé à Barcelone est le seul temple taoïste de l'école Quanzhen installé en Europe organisant des activités religieuses régulières (rituels, fêtes taoïstes) ;
- en France, l’Association française de taoïsme (AFT) a été fondée par une prêtresse française, Karine Martin, "Jingxiu" de son nom d'ordination, ordonnée en Chine dans le courant Longmen (32e génération) et vit aujourd'hui en Chine où elle est devenue la première « Maître de Cérémonie » 高功(Gaogong) étrangère. L'Association taoïste française Lao Zhuang (http://www.laozhuangtao.com/), fondée par Xinyi (prêtresse taoïste chinoise, 25e génération du courant Longmen) avec d'autres anciens membres, dont Xinming (prêtre français de la 25e génération Longmen, cofondateur historique de l'AFT). L'Association Taoïste Longmen France (http://www.longmentao.com/), a été créée par Xinming pour diffuser plus spécifiquement le taoïsme du courant Longmen, l'un des plus représentés en Chine, et particulièrement celle des articles de Maître Tian Chengyang. Xinben (Gérard Guasch), qui appartient lui aussi à la 25e génération du courant Longmen, anime un groupe Le Tao du Cœur (http://taoducoeur.free.fr/) qui organise des séminaires d'introduction au taoïsme et des groupes de méditation. Fidèle à la plus haute tradition, la voie du Tao du Cœur, qui se veut « une voie pour chacun et pour chaque jour », privilégie l'expérience personnelle et le travail intérieur. Il existe aussi d'autres groupes taoïstes, notamment affiliés à l'école taoïste du mont Wudang (courant « ritualiste » Zhengyi), diffusant des enseignements centrés autour des arts martiaux et du Qigong.[passage promotionnel] ;
- en Suisse, le centre Ming Shan est dirigé par Fabrice Jordan[49] ;
- En Allemagne, une association de taoïsme de Wudang (école Zhengyi) a été créée par Ismet Himmet (nom taoïste You Li Han) pour diffuser les arts martiaux internes et taoïstes chinois.

Il n'y a pas de coordination au niveau européen. En Chine, depuis le début du XXe siècle, les organisations taoïstes sont toutes affiliées à une organisation taoïste centralisée, aujourd'hui appelée Association taoïste de Chine, qui regroupe des associations taoïstes provinciales, elles-mêmes fédérant en quelque sorte les centres plus locaux, et ce quelle que soit l'école (Quanzhen ou Zhengyi) ou le courant taoïste.
En Europe, le développement se fait sporadiquement par le biais d'ordinations individuelles donnant naissance à des petits groupes sans contact et parfois sans connaissance des uns des autres, d'école et de courants différents. Dans un tel contexte, il est très difficile de les recenser et de donner par conséquent un visage précis du taoïsme en Europe, d'autant qu'aucune étude sérieuse n'a été mis en place à ce jour[Quand ?] dans ce but : le dernier magazine traitant du recensement des religions n'a pu identifier de religion taoïste que par des activités de Qigong ou de Taijiquan parfois fort éloignées du taoïsme. Le Center for Daoist Studies américain, fondé par un sinologue et prêtre taoïste américain publie le seul document tentant de recenser les groupes taoïstes et leur affiliation éventuelle.

## Influences
Outre son influence majeure sur l’art de l’Extrême-Orient, le taoïsme a profondément influencé des domaines aussi variés que la médecine, la politique, la religion populaire, le bouddhisme chinois, l’art des jardins, la cuisine et la vie sexuelle (considérées souvent comme parties de la médecine), les arts martiaux, la philosophie, la littérature (une étude faite par le jeune chercheur Tarek Khirredine de l'université de Batna, en Algérie, détaille l'influence de la littérature par le système yin-yang, elle s'intitule : Le concept du yin et du yang dans La Condition humaine d'André Malraux, essaye de prouver l'influence de ce système sur la production littéraire et qui est à la fois au niveau de la forme qu'au niveau du fond, sur les deux axes horizontal et vertical, une influence sur la pensée et...), etc. Aujourd’hui, après un demi-siècle de répression en Chine populaire parce que ses manifestations étaient considérées comme des superstitions féodales par les communistes, le taoïsme est à nouveau considéré comme un élément fondamental de la culture dans son pays d’origine. Par ailleurs, son influence s’étend jusqu’en Occident et nourrit les discussions sur l’esthétique, l’écologie et devient même un ferment pour de nombreuses nouvelles formes de spiritualité.
Part constitutive avec son pendant confucianiste de la culture d'une des civilisations vivantes les plus âgées, ayant contribué à façonner un peuple qui représente aujourd’hui un cinquième de l’humanité, mais ayant aussi été réprimé par les courants de pensée qui lui disputaient l’oreille du peuple ou des princes, le taoïsme suit ses propres préceptes : fluide comme l’eau, vieux comme la mer, difficile à fixer dans des mots, impossible à enfermer dans une catégorie, particulièrement rétif à la systématisation, il imprègne et fertilise tout ce qu’il touche et réapparaît où on ne l’attendait pas.
Le taoïsme s’est enrichi en imprégnant les pensées et religions qu’il a traversées au cours des siècles, recevant et donnant beaucoup. Le bouddhisme a été transformé par le tao chinois, le Zen japonais lui en est reconnaissant. Les moines indiens ont apporté une organisation religieuse, modérant les extrémités individualistes de l’éthique antique. L’échange avec l’Occident a commencé. La Chine réinterprète son patrimoine culturel en empruntant aux méthodes de la critique, la pensée occidentale y trouve un voisin qui ne lui doit rien, pour mieux se comprendre. L’étude et la pratique du taoïsme sont toujours fertiles.

### Traductions en français
- Lao Tseu, Tao Tö King, Le Livre De la Voie Et De La Vertu, trad. Conradin Von Lauer, Edition Jean de Bonnot à Paris, au 7 Faubourg Saint-Honoré (2e Tirage 1990).
- Lao Tseu, Tao Te King, trad Stephen Mitchell, Synchronique Éditions, Paris, 2008
- Lao Tseu, Tao Te King. Un voyage illustré, trad. Stephen Mitchell, Synchronique Éditions, Paris, 2008
- Tchouang Tseu – Tseu Seu, Le 2e livre du Tao : Le rire de Tchouang Tseu, trad. Stephen Mitchell, Synchronique Éditions, Paris, mars 2010
- L'Éternelle Sagesse du Tao. Le rire de Tchouang-Tseu, trad. Stephen Mitchell, Synchronique Éditions, Paris, octobre 2011
- Philosophes taoïstes, Gallimard, coll. Pléiade
  - t. I : Lao-tseu : Tao-tö king, Tchouang-tseu : L’œuvre complète, Lie-tseu : Le vrai classique du vide parfait, 896 p.
  - t. II : Huainan zi (Huainan tseu), 1280 p.
- Les Œuvres de Maître Tchouang (trad. Jean Levi), Éditions de l'Encyclopédie des Nuisances, 2006.
- Les Fables de Maître Lie, Éditions de l'Encyclopédie des Nuisances, 2014.
- (fr + zh + en + de) De la Voie et de la Vertu, texte intégral du Dao De Jing avec confrontation de plusieurs traductions libres de droits.
- Dào Dé Jīng, traduction de Stanislas Julien.
- (fr) TaoTeKing en français, 9 chapitres par la communauté française taoïste YunLong. 2017
- (zh) Dào Dé Jīng, texte chinois avec lien sur un dictionnaire.
- 老子 Lǎozǐ — 道德經 Dàodéjīng trilingual: Pīnyīn/Chinese + Anglais + Allemand, literature...
- Léon Wieger, Les Pères du système taoïste : Lao-Tzeu, Lie-Tzeu, Tchoang-Tzeu, 1913, réédition Les Belles Lettres 1950. Traduction annotée. A lire en ligne sur le site Classiques des sciences sociales, université du Québec.
- Claude Larre
  - Tao Te King : Le Livre de la voie et de la vertu, DBB
  - plusieurs fascicules présentent des extraits traduits et commentés du Tchouang-tseu (Chapitre 1, Chapitre 2, "Symphonie de l'Empeureur Jaune", chapitre 14) Institut Ricci de Paris
- JJL Duyvendak (univ de LEYDE)
  - Tao To King : Le Livre de la voie et de la vertu, Texte chinois, traduction et Notes, 1987, éd. Librairie d’Amérique et d'Orient
- Cyrille J.-D. Javary
  - Traduction du Yi Jing : le livre des changements, Albin Michel 2002, 1065 p.  (ISBN 978-2-226-11713-7)

### Religion et pensée chinoises
- Marcel Granet, La Pensée chinoise, 1934 (rééd. Albin Michel, coll. « L’Évolution de l’humanité », 1999) [lire en ligne]
- H.-G. Creel, La Pensée chinoise de Confucius à Mao Tseu-tong, Payot, coll. « Bibliothèque scientifique Payot », 1955
- Feng, Youlan : Fong Yeou-Lan (1895-1990) (trad. Guillaume Dunstheimer, préf. Demiéville, Paul (1894-1979)), Précis d'histoire de la philosophie chinoise, Éd. le Mail, cop. 1985, dl 1992, 367 p. (ISBN 978-2-903951-02-3 et 2-903951-02-0)
- Anne Cheng, Histoire de la pensée chinoise, Paris, Éditions du Seuil, coll. « Points Essais », 1997, 696 p. (ISBN 978-2-02-054009-4 et 2-02-054009-6)
- (en) Randall L. Nadeau (dir.), The Wiley-Blackwell Companion to Chinese Religions, Malden et Oxford, Wiley-Blackwell, 2012, 495 p. (ISBN 978-1-4051-9031-2, lire en ligne)

### Introductions sur le taoïsme
- Max Kaltenmark, Lao Tseu et le taoïsme, Paris, Seuil, coll. « Microcosme. Maîtres spirituels », 1972, 190 p.
- (en) James Miller, Daoism, Oxford, Oneworld, coll. « Beginner’s Guide », 2003
- (en) Russell Kirkland, Taoism : The Enduring Tradition, Londres et New York, Routledge, 2004
- (en) Livia Kohn, Introducing Daoism, Londres et New York, Routledge, coll. « World Religions », 2008
- « Le Taoïsme, miroir immortel de la sagesse chinoise », Religions & Histoire, no 4,‎ septembre-octobre 2005, p. 12-71.
- Vincent Goossaert et Caroline Gyss, Le Taoïsme : La révélation continue, Paris, Éditions Gallimard, coll. « Découvertes. Religions », 2010, 127 p. (ISBN 978-2-07-043653-8)
- Rémi Mathieu, Le taoïsme, Paris, Presses universitaires de France, coll. « Que-sais-je ? » (no 4126), 2019
- Marc Lebranchu, Découvrir le taoïsme : Histoire, fondements, courants et pratiques, Paris, Eyrolles, 2020

### Études sur le taoïsme
- Pierre-Henry de Bruyn, Le taoïsme : Chemins de découverte, Les Deux Océans, 1979 (réimpr. 1990), 338 p. (ISBN 2-86681-032-5)
- Marcel Granet, Trois études sociologiques sur la Chine : Remarques sur le Taoïsme ancien, 1925 (lire en ligne)
- Romain Graziani, Fictions philosophiques du Tchouang-tseu, Paris, Éditions Gallimard, coll. « (L'infini) », 2006, 338 p. (ISBN 2-07-077996-3)
- Henri Maspero, Le Taoïsme et les Religions chinoises, NRF (Gallimard), coll. « Bibliothèque des Histoires », 1950 (rééd. Gallimard, 1990) [lire en ligne].
- Isabelle Robinet, Histoire du taoïsme : des origines au XIVe siècle, éditions du Cerf, 1991, 269 p. (ISBN 2-204-04251-X) [lire en ligne],
- Isabelle Robinet, Méditation taoïste, Paris, Dervy-livres, 1995, 346 p. (ISBN 2-226-07971-8)
- Isabelle Robinet, Comprendre le Tao, Paris, Éditions Albin Michel, coll. « Spiritualités Vivantes », 2002, 294 p. (ISBN 2-226-13369-0)
- Sanyuan, Dao : à la découverte de la culture taoïste, Fontenay-sous-Bois/Boulogne-Billancourt, SIDES et IMA, 2005, 223 p. (ISBN 2-86861-134-6) (SIDES) et  (ISBN 2-916273-00-X) (IMA)
- Kristofer Schipper, Le Corps taoïste : corps physique, corps social, Paris, Fayard, 1982, 339 p. (ISBN 978-2-213-03025-8)
- (en) Livia Kohn (dir.), Daoism Handbook, Leyde et Boston, Brill, 2000, 914 p. (ISBN 90-04-11208-1, lire en ligne)
- (en) Livia Kohn, Daoism and Chinese culture, Cambridge (Mass.), Three Pines Press, 2004, 228 p. (ISBN 978-1-931483-00-1)
- (en) Livia Kohn, Daoist China : Governance, Economics, Culture, St. Petersburg, FL, Three Pines Press, 2018, 144 p. (ISBN 978-1-931483-35-3, lire en ligne)
- (en) Fabrizio Pregadio (dir.), Encyclopedia of Taoism, Londres et New York, RoutledgeCurzon, 2008, 1551 p. (ISBN 978-0-7007-1200-7)
- La voie du tao : un autre chemin de l'être, Paris, Réunion des musées nationaux, 2010 (ISBN 978-2-7118-5678-7)

### Réflexions
- Marcel Conche (trad. et commentaires), Lao Tseu — Tao Te King, PUF, Paris, 2003  (ISBN 2130538177).
- Gérard Guasch, Vivre l'énergie du Tao. Tradition et pratiques, Presses du Châtelet, Paris, 2010. Une approche pratique écrite par un daoshi français (Xinben).
- François Jullien, Nourrir sa vie : à l’écart du bonheur, Seuil, 2005.
- Robert van Gulik, La vie sexuelle dans la Chine ancienne, Gallimard 1987.
- William Samuel, Le Livre de la Conscience et de la Tranquillité, InnerQuest, Paris, 2010.

### Ésotérisme
- Matgioi, La Voie métaphysique et La Voie rationnelle, éditions traditionnelles.
- René Guénon, Aperçus sur l’ésotérisme islamique et le taoïsme, Gallimard.
- Jan Van Rijckenborgh et Catharose de Petri, La Gnose Chinoise, Éditions de la Rozekruis Pers, 1992.
- Erik Sablé, Sagesse Libertaire Taoïste, Dervy, coll. « chemins de sagesse », 2005.
- Frédérick Tristan, Houng, les Sociétés secrétes chinoises, Fayard, 2003.